# Geschichte von Frankfurt am Main

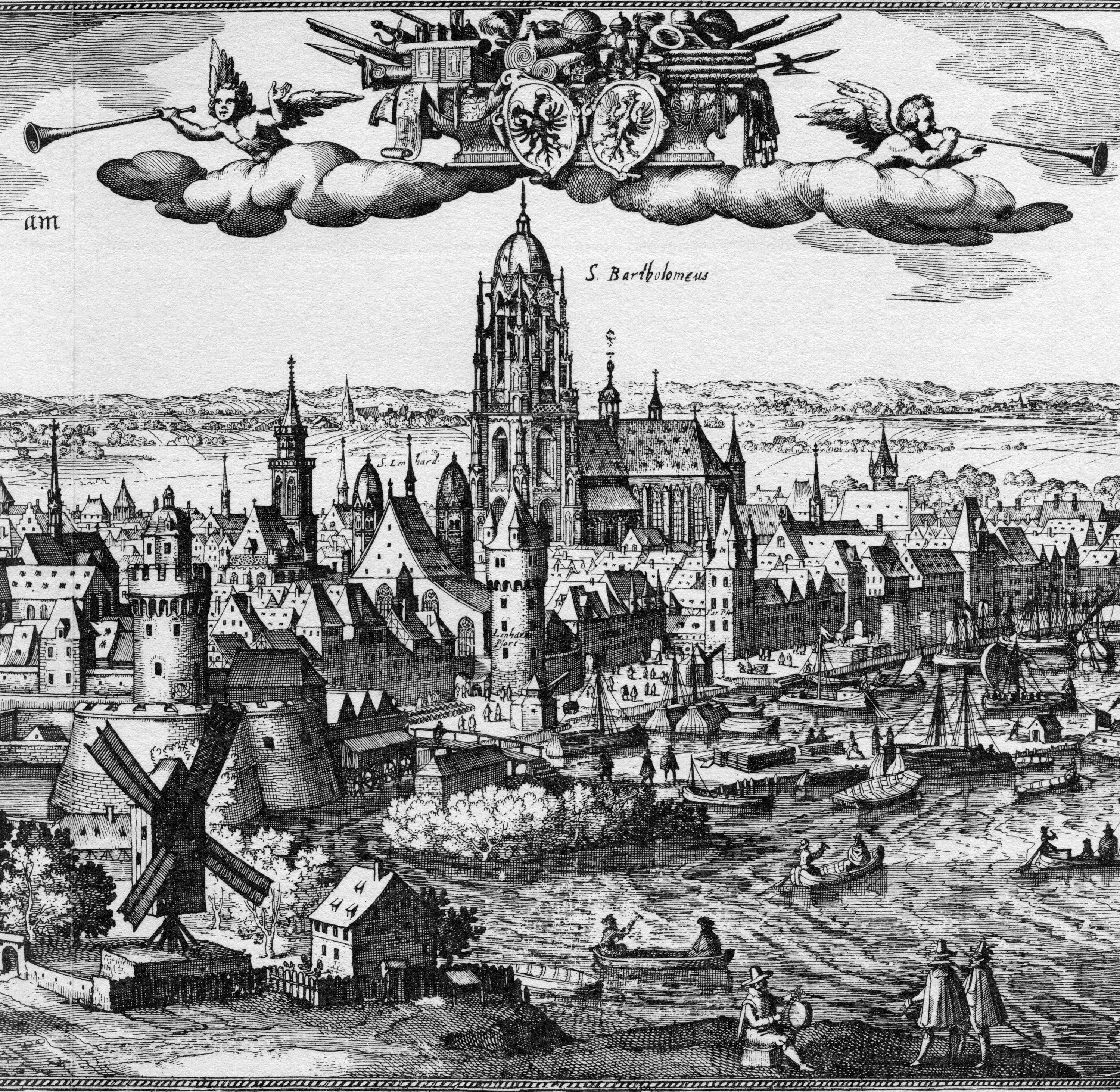
Frankfurt von Südwesten, etwa 1617/18 (Ausschnitt eines Kupferstichs von Matthäus Merian dem Älteren)

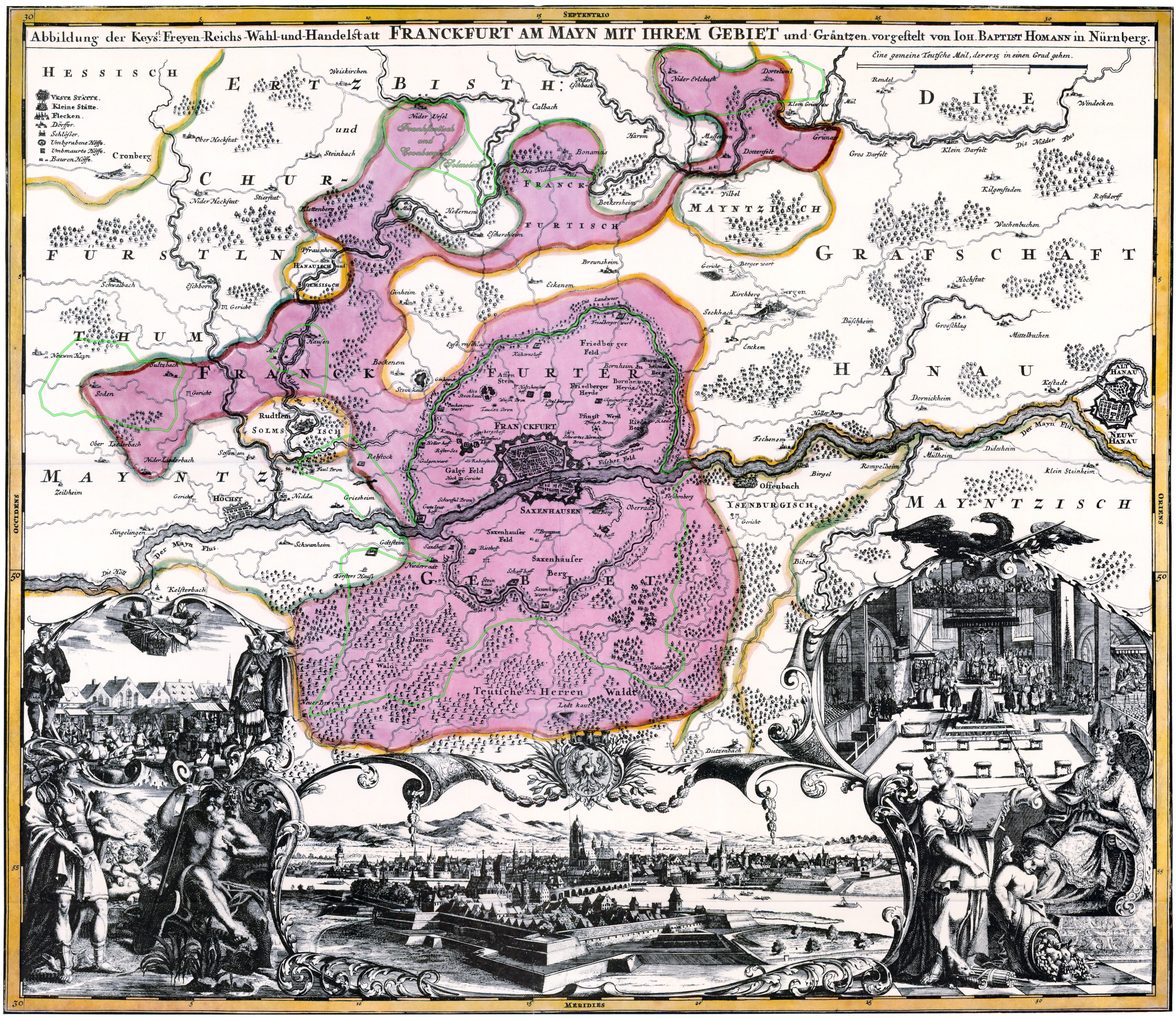
Stadtgebiet und Landwehr, zwischen 1712 und 1714 (Kupferstich von Johann Baptist Homann, Gebietsgrenzen korrigiert nach Friedrich Bothe)

Die Geschichte von Frankfurt am Main ist die Geschichte der Entwicklung von einer Kaiserpfalz zu einer der Bankenmetropolen Europas. Den Anfang markierten eine Mainfurt und der Domhügel einschließlich des heutigen Römerbergs, später stand Frankfurt oft im Zentrum deutscher und europäischer Geschichte.

## Frühgeschichte

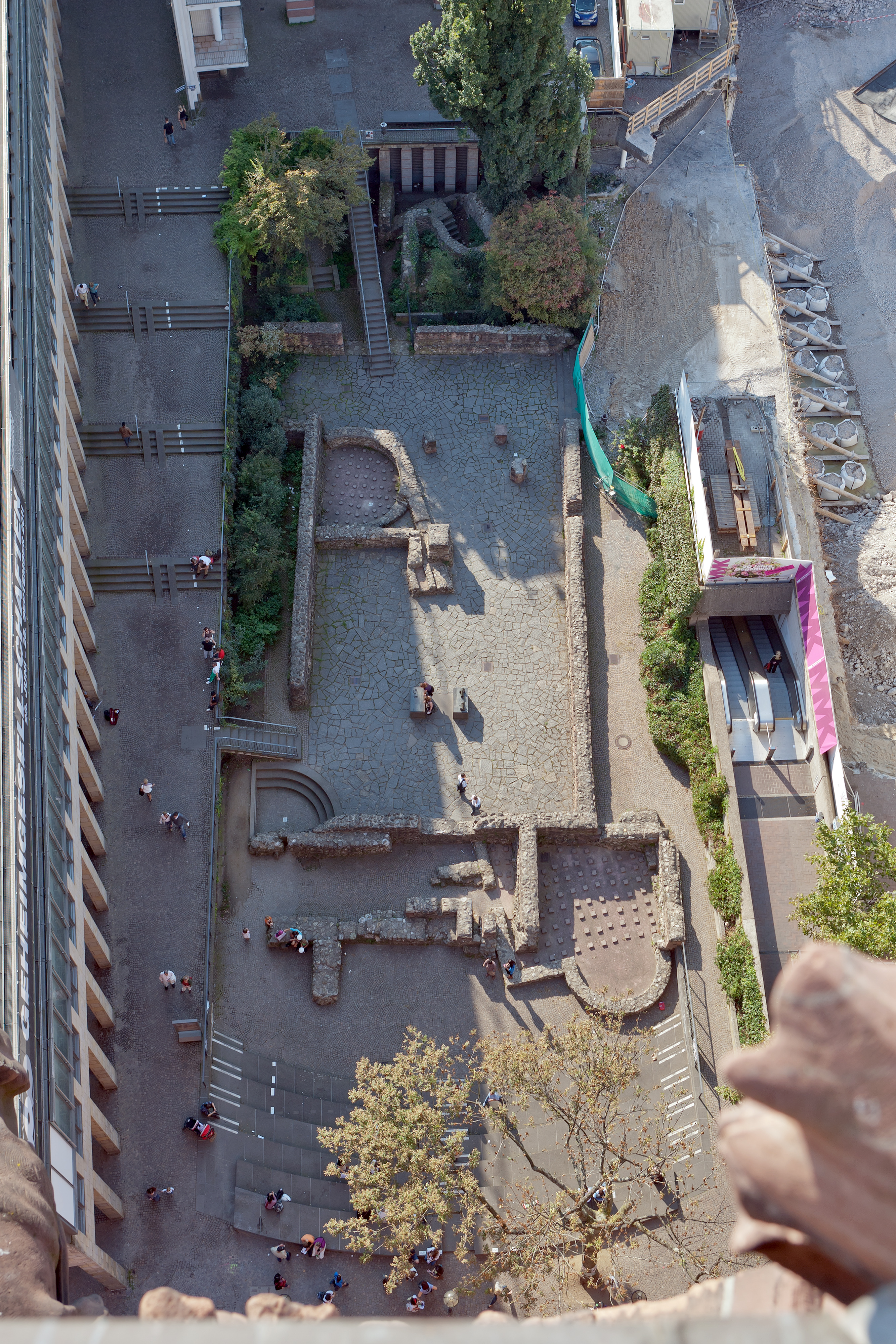
Blick vom Domturm auf die Reste römischer und frühmittelalterlicher Fundamente am Domhügel (2011)

An der Stelle der heutigen Frankfurter Altstadt war ursprünglich eine sumpfige, von zahlreichen Armen des Mains durchzogene Niederung. Sie wurde deshalb später als die oberhalb liegende Hochebene bebaut. Die Römerstraße, die im Mittelalter so genannte Elisabethenstraße, von Mainz (Mogontiacum) über Heddernheim (Nida) nach Friedberg umging dieses Gebiet. Eine Römerstraße vom römischen Hauptort Nida (civitas Taunensium heute Heddernheim) führte bereits in römischer Zeit über die Mainfurt zum südmainischen Civitas-Hauptort Dieburg und nach Groß-Gerau, wo sich eine wichtige Kreuzung mit Anschluss an die rechtsrheinische Römerstraße befand. Zahlreiche Flurnamen belegen noch heute, dass die Niederung auf beiden Seiten des Flusses mit Wald bedeckt war.
Der älteste Teil der Frankfurter Altstadt ist der Domhügel (einschließlich des heutigen Römerbergs), der als Insel aus den Seitenarmen des Mains und der Sumpflandschaft herausragte. Nur von Westen war er trockenen Fußes zu erreichen. Er liegt nahe an einer Furt, die schon sehr früh der Überquerung des Flusses diente und deshalb von wirtschaftlicher und militärischer Bedeutung war.
Archäologische Funde auf dem Domhügel reichen bis in die Jungsteinzeit zurück. Nachgewiesen ist eine erste Besiedlung und Bebauung aber erst für die Römerzeit. Man geht davon aus, dass die römische Besiedelung des Domhügels im letzten Viertel des ersten nachchristlichen Jahrhunderts begann; so fand man Überreste eines römischen Bades, das zu einer größeren Anlage, wohl einem Kastell, gehört haben dürfte. Vermutlich wurde die militärische Stellung aber schon im Laufe des 2. Jahrhunderts wieder aufgegeben und durch eine Villa, ein römisches Gutshaus, ersetzt. Archäologisch erschlossen wurden außerdem einige Wirtschaftsgebäude.
Römische Gutshöfe (villae rusticae) befanden sich am Bockenheimer Friedhof, am Portal des Hauptfriedhofs, am Rebstock (Straße „Am Römerhof“), nahe dem Gelände des heutigen Günthersburgparks im Nordend und möglicherweise im Riederwald nahe dem mittelalterlichen Gutshof Riederhof. Mit der Rücknahme der römischen Grenze auf den Rhein in den Jahren 259/260 scheint die römische Geschichte in Frankfurt beendet.
Aus der Endphase des römischen Nida stammt ein bedeutender archäologischer Fund, der 2018 auf einem Gräberfeld im Stadtteil Praunheim gemacht wurde: Das silberne Amulett stammt aus einem Männergrab und trägt einen eingravierten Text, die Frankfurter Silberinschrift, das früheste Zeugnis des Christentums nördlich der Alpen.

## Mittelalter

### Frühmittelalter

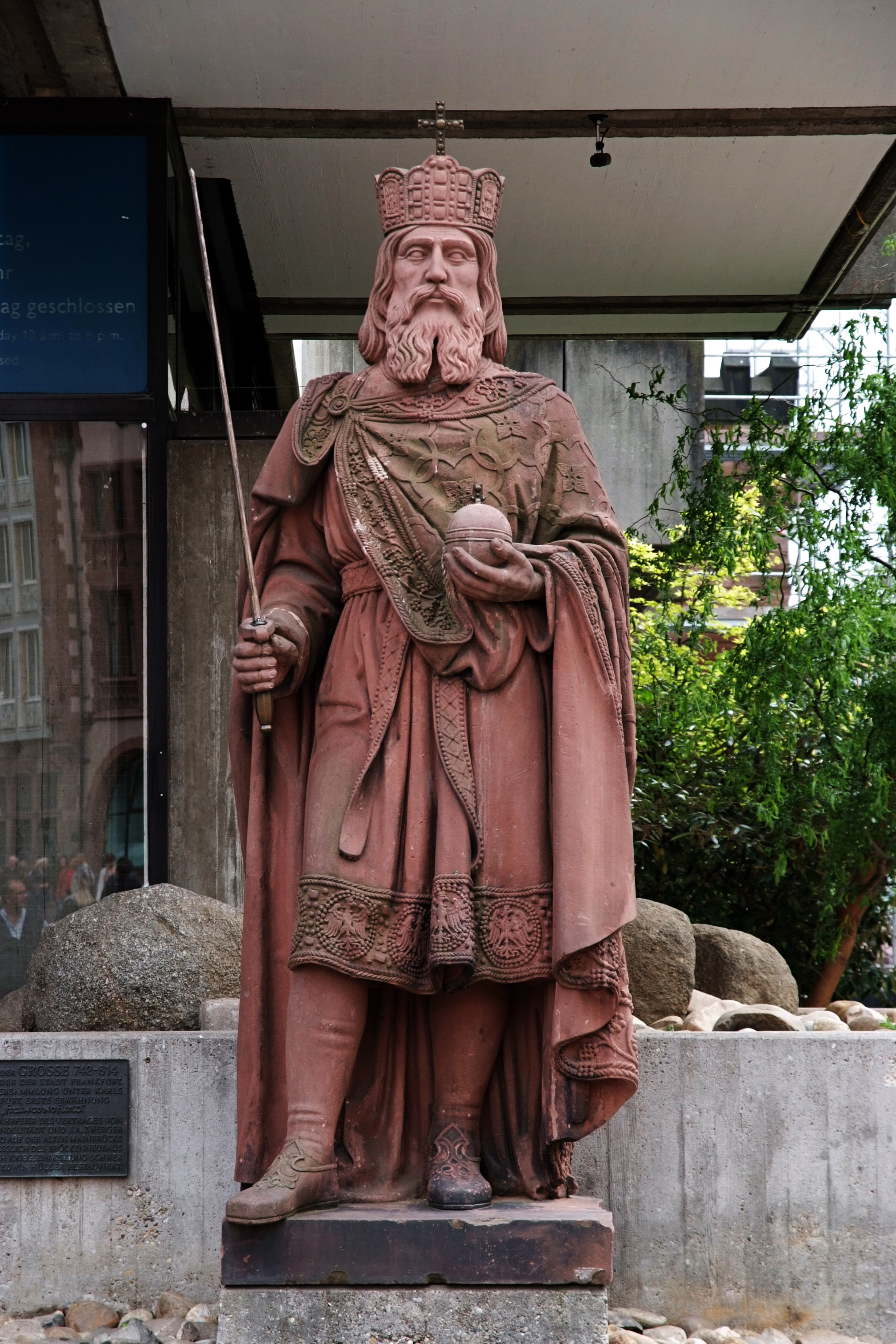
Historisierende Statue Karls des Großen in Frankfurt

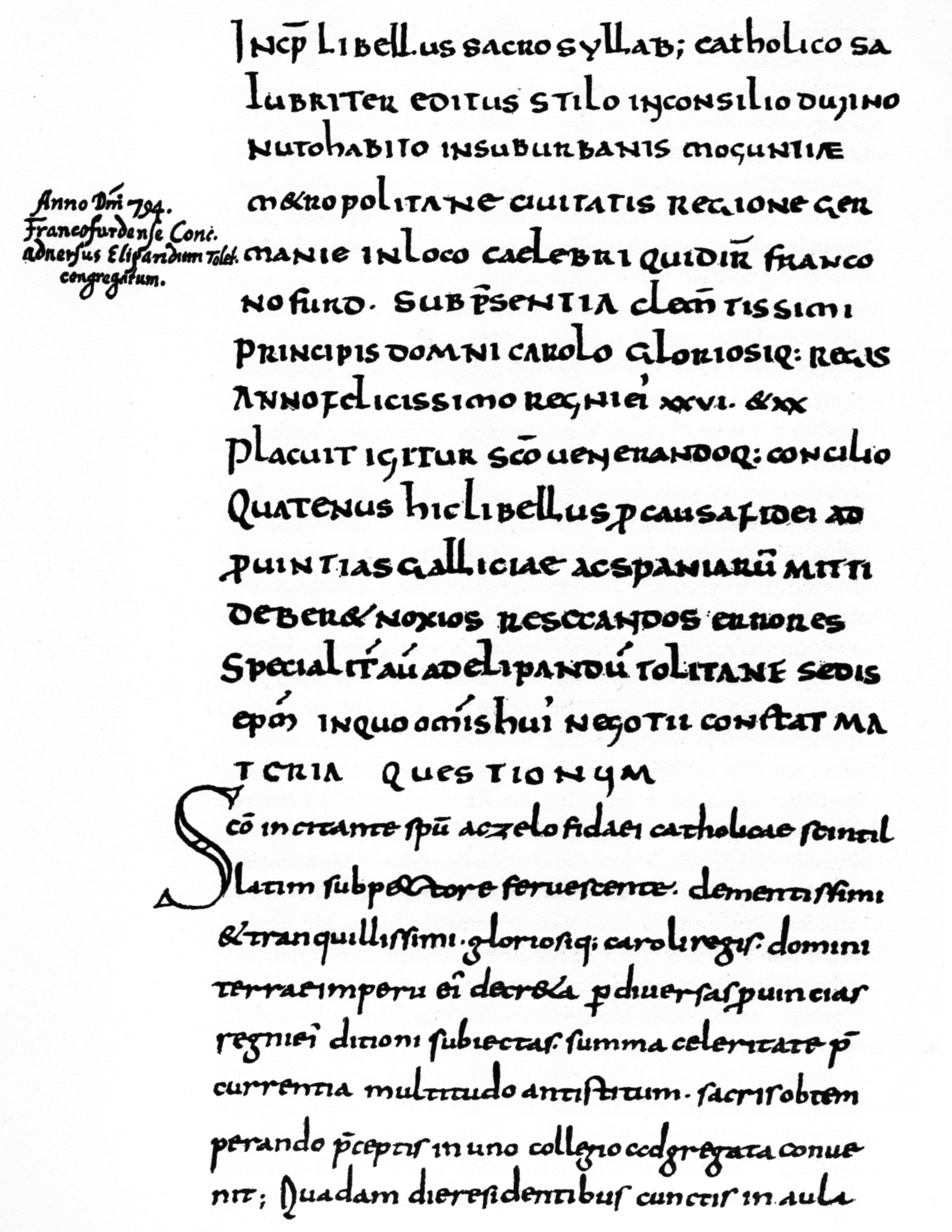
Erwähnung Frankfurts im Libellus sacrosyllabus, der von Paulinus von Aquileia auf der Synode von 794 vorgelegt worden war (clm 14468, fol. 42r-42v)

Frankfurt wird erstmals in einer am 22. Februar 794 super fluvium Moin in loco nuncupante Franconofurd (= „Am Fluß Main in dem Frankfurt genannten Ort“) datierten Urkunde erwähnt, mit der Karl der Große dem Kloster Sankt Emmeram zu Regensburg einige Äcker und Wiesen schenkte. Karl der Große war nach Weihnachten 793 aus Würzburg nach Frankfurt gekommen, wo sich seit der späten Merowingerzeit des 7. Jahrhunderts auf dem Domhügel ein Königshof befand. 1992 wurde bei Ausgrabungen im Dom das reich ausgestattete Grab eines Mädchens aus hohem fränkischem Adel gefunden, das zu Beginn des 8. Jahrhunderts beigesetzt wurde.
Im Juni 794 versammelte Karl die Bischöfe des Frankenreichs zur Synode von Frankfurt, auf der der Adoptianismus verdammt und der Bilderdienst verworfen wurde. In der Einleitung des Libellus sacrosyllabus, eines Gutachtens, das Paulinus von Aquileia der Synode vorlegte, vermerkt er über den Tagungsort:

“habito in suburbanis Moguntiae metropolitane civitatis, in regione Germaniae, in loco celebri, qui dicitur Franconofurd”

„Ich lebe in der Metropolregion der Stadt Mainz, in der Region Germania, an einem bedeutenden Ort der Frankfurt genannt wird.“

Frankfurt war damals also ein bedeutender Ort in der Gegend von Mainz.
Am 10. August 794 starb Fastrada, Karls vierte Ehefrau, in Frankfurt. Er verließ den Ort und kehrte zu seinen Lebzeiten niemals zurück. Ludwig der Fromme, sein Sohn, wählte Frankfurt zum Wohnsitz, erweiterte den Königshof zur Königspfalz Frankfurt, ließ einen noch größeren Palast erbauen und umgab die Stadt 838 mit Mauern und Gräben. Die Überreste der herrscherlichen Pfalz sind konserviert und als Kaiserpfalz Franconofurd museal zugänglich. Nach dem Vertrag von Verdun (843) wurde Frankfurt zeitweise zu einem der Hauptorte des ostfränkischen Reichs und wurde daher auch principalis sedes regni orientalis genannt. Das häufige Verweilen der Kaiser und Könige in Frankfurt, die wiederholt hier gehaltenen Reichstage und Kirchenversammlungen, die Errichtung eines geistlichen Stifts und zahlreiche Schenkungen an die dortige Kirche förderten den Ort nachhaltig.
Ein städtisches Gemeinwesen entstand jedoch lange Zeit nicht; noch im Jahr 1146 wird Frankfurt in einer Quelle als „Dörfchen“ (viculus) bezeichnet und zum Territorium von Mainz gerechnet. Trotzdem existierte zu diesem Zeitpunkt bereits eine erhebliche Bevölkerung aus Handwerkern und Händlern, der es im Laufe des vorangegangenen Jahrhunderts gelungen war, weite Teile des Domhügels zu übernehmen. Die dortige Kaiserpfalz war wohl in den 1020er Jahren abgebrannt und das salische Herrscherhaus zeigte – möglicherweise auch deshalb – in der Folgezeit nur wenig Interesse an Frankfurt. Als die nachfolgende Dynastie der Staufer (ab 1138) wieder eine stärkere Präsenz in Frankfurt zeigte, war das Areal der Karolingerpfalz auf dem Domhügel bereits neu parzelliert und entwickelte sich zum Kern der Stadtgemeinde Frankfurt. Als staufische Residenz diente stattdessen möglicherweise der Saalhof südwestlich des Domhügels. Auch als die römisch-deutschen Kaiser des Mittelalters keine beständige Residenz mehr vor Ort hatten, blieb Frankfurt kaiserliches Kammergut und Sitz eines Fiscus, also einer herrscherlichen Domäne, die für die Versorgung des Hauptortes zuständig war und durch den Frankfurter Reichsvogt (später Reichsschultheiß) verwaltet wurde.

### Hochmittelalter

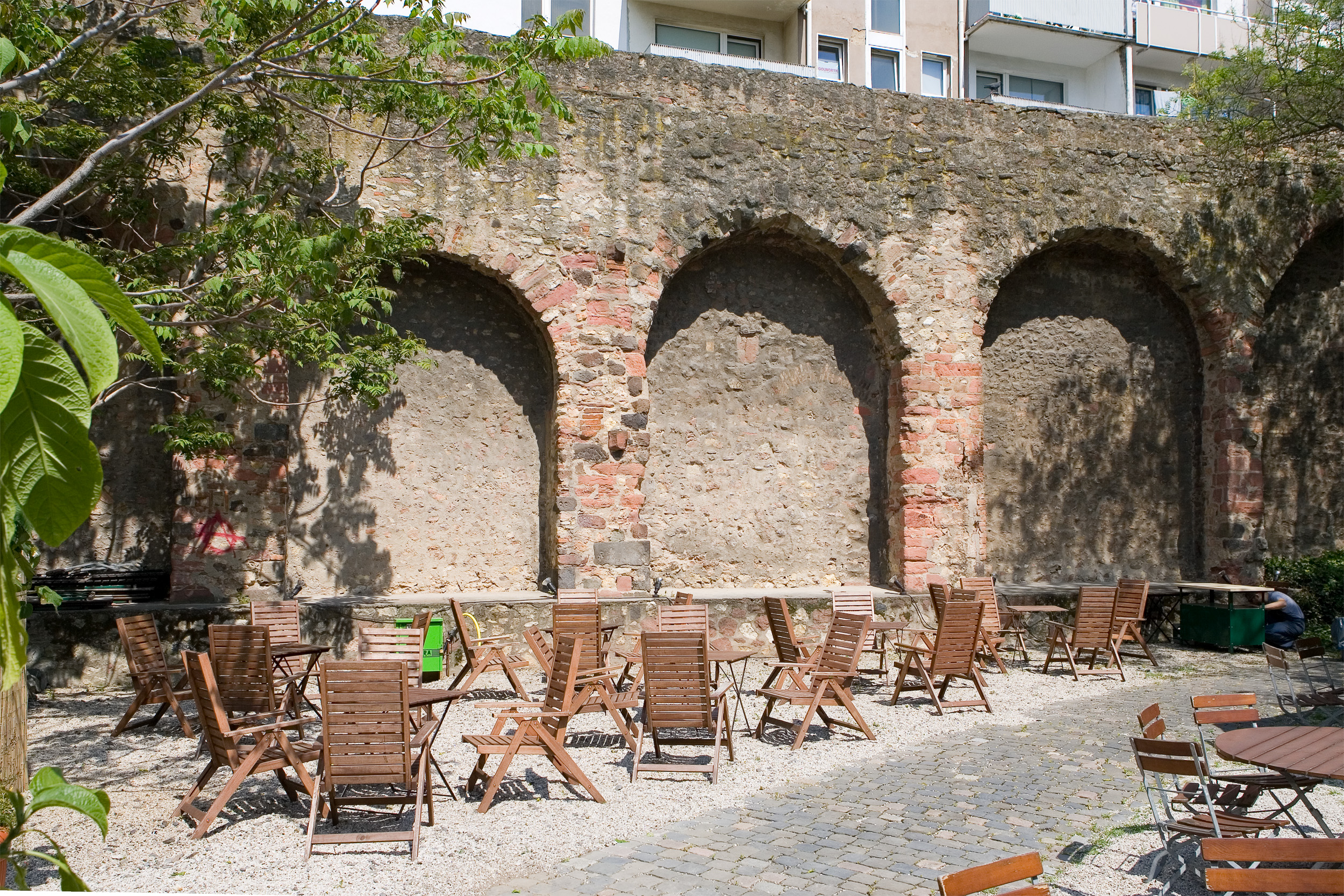
Erhaltene Reste der Staufenmauer

Erwähnung von Franchenevvrt in der Urkunde vom 18. Januar 1074 König Heinrich IV.

Ein gleichzeitig weltliches und kirchliches Ereignis ließ Frankfurt nach einer weniger bedeutenden Stadtepoche unter den salischen Kaisern wieder in den Mittelpunkt rücken. Bernhard von Clairvaux rief 1147 von der Pfalzkapelle (der heutigen Alten Nikolaikirche) in einer aufwühlenden Predigt den Staufer Konrad III. zur Teilnahme am zweiten Kreuzzug auf. Bevor dieser nach Jerusalem aufbrach, ließ er auf dem Frankfurter Hoftag seinen 10-jährigen Sohn zum Nachfolger wählen, der aber noch vor seinem Vater starb. Deshalb wurde fünf Jahre später abermals in Frankfurt gewählt. Nachdem dann der spätere Kaiser Friedrich I. 1152 hier „auf den Schild gehoben“ wurde, wurde die Stadt durch diesen Brauch zur Wahlstadt der deutschen Könige.
Unter den Stauferkaisern erlebte Frankfurt, das um 1140 erstmals als „oppidum“ (städtischer Marktort) bezeichnet wird, einen Aufschwung und starkes Wachstum. In ihrer Zeit gewann die Stadt Markt, Mauer, Mainbrücke, Münze und Messe. Um 1180 wurde das Stadtgebiet stark erweitert; die neue Grenze bildete die Staufenmauer, die das Gebiet der heutigen Altstadt umgab. 1194 wird die Frankfurter Münze erstmals urkundlich erwähnt.
1240 bestätigte Kaiser Friedrich II. das Privileg der Frankfurter Herbstmesse. In dieser ältesten Urkunde für die Messe in Frankfurt, die sich aus einem Jahrmarkt mit landwirtschaftlichen Produkten entwickelt und nun längst die Stadt Mainz als Handelszentrum überflügelt hatte, heißt es: …dass wir alle und jeden einzelnen, die zur Messe in Frankfurt kommen, unter unseren und des Reiches besonderen Schutz stellen. Wir befehlen, dass niemand wage sie beim Kommen und Gehen…zu belästigen oder zu behindern….
1245 wurde Frankfurt unmittelbare Reichsstadt. Das Frankfurter Schöffengericht war der Oberhof (Obergericht) für die ganze Wetterau, die „terra imperii“ war, und die angrenzende Gegend. Anfangs gehörten die meisten Einkünfte der Stadt dem Reich; erst später, besonders unter Heinrich IV. und Friedrich II., wurden diese Einkünfte und sogar die Verwaltung selbst verpfändet oder verkauft.
Die Gewalt in der Stadt lag zuerst in den Händen königlicher Amtsträger, zunächst eines Vogts und später eines Schultheißen. Schon früher wählten sich jedoch die Bürger eigene Bürgermeister mit Beisitzern, denen die Polizeiverwaltung und niedere Gerichtsbarkeit oblag. Da diese die Gunst des Kaisers genossen, wurde die Würde der Vögte zur Zeit des Interregnums (1257) vollständig beseitigt.

### Spätmittelalter

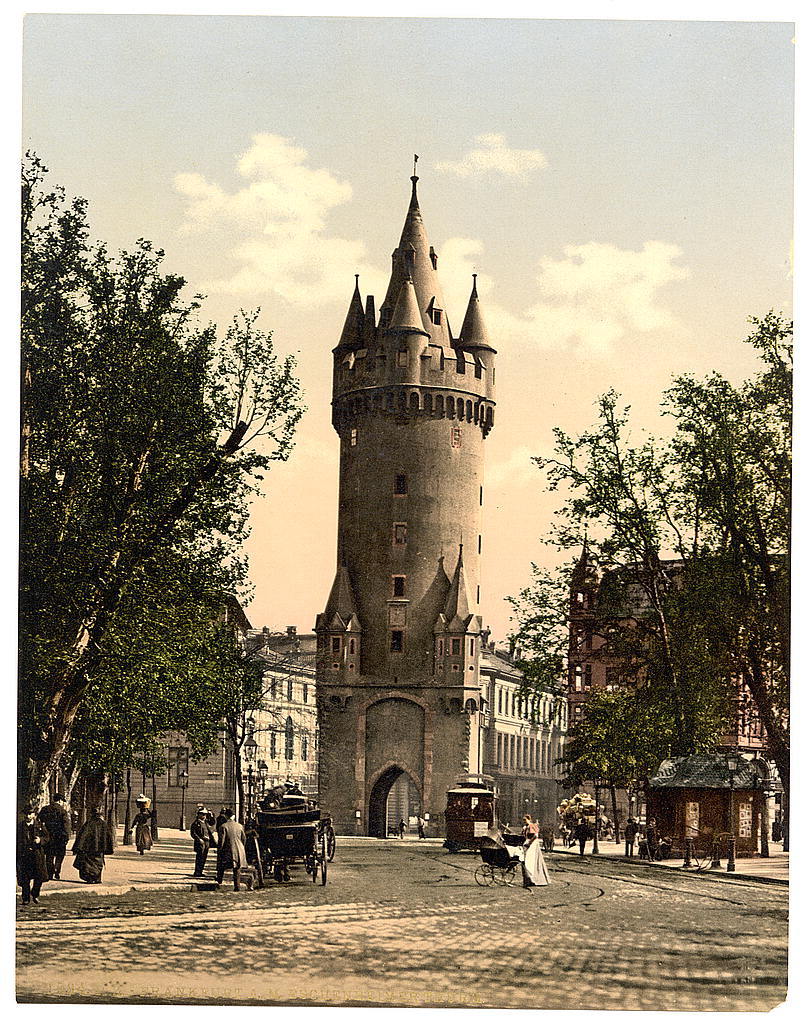
Das Eschenheimer Tor, das einzige noch existierende Stadttor aus der Befestigungsanlage von 1333

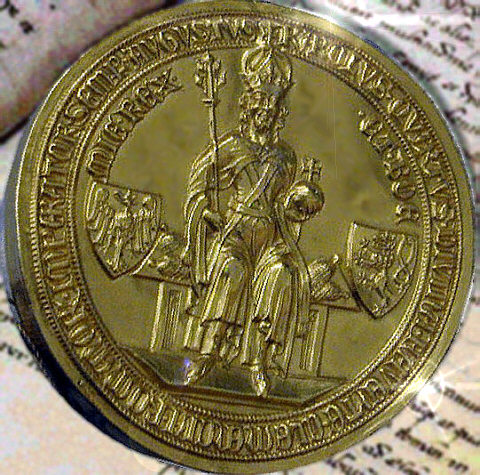
Siegel an der Goldenen Bulle

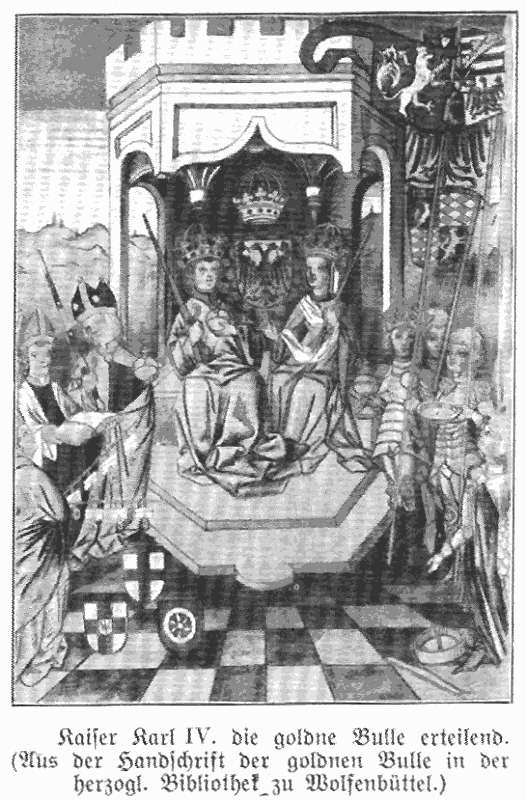
Karl IV. erteilt die Goldene Bulle

#### Starkes Wachstum im 14. Jahrhundert
Kaiser Ludwig der Bayer, dem die Bürger die Tore der Stadt öffneten (obwohl Friedrich der Schöne von Österreich schon Sachsenhausen besetzt hatte), gab Frankfurt 1329 die Erlaubnis, alle ihre verpfändeten Einkünfte, Ämter und Rechte einzulösen und bis zur Wiederauslösung seitens des Reichs zu erhalten. Er erweiterte das Messeprivileg der Messe Frankfurt und gestattete die Abhaltung der Frühjahrsmesse als zweite Messe neben der Herbstmesse (1330). Dazu verbot er die Erbauung neuer Schlösser am Main und die Anlegung neuer Zölle in einem Umkreis von zehn Stunden. Er gewährte der Stadt das Recht, Bündnisse zu schließen, und genehmigte ihr 1333 eine weitere enorme Ausdehnung des ummauerten Stadtgebiets.
Dies tat er nicht ganz uneigennützig, denn Frankfurt stand in Ludwigs Auseinandersetzung mit dem Papst (Johannes XXII.) trotz Bannstrahl und Interdikt (Gottesdienstverbot) zu ihm und tätigte auch finanzielle Zuwendungen. Damit war praktisch der Grundstein für den nun folgenden enormen Aufschwung der Stadt Frankfurt als Handels- und Messestadt gelegt. Mitte des Jahrhunderts zählte die Stadt rund 10.000 Einwohner, ein Höchststand, der erst Anfang des 16. Jahrhunderts wieder übertroffen wurde. In der Folgezeit errichteten die Frankfurter Bürger eine neue Befestigungsanlage, von der heute unter anderem noch der Eschenheimer Turm erhalten ist.
Weit außerhalb dieser Stadtmauer entstand nach der Genehmigung durch König Wenzel (1393) die Frankfurter Landwehr. Diese aus Dornen und Gebüsch bestehende Anlage, deren Bau sich über die nächsten 150 Jahre erstreckte, wurde an den Kreuzungen mit den großen Ausfallstraßen mit Warttürmen versehen. Das Ziel der Landwehr war außer der militärischen Verteidigung auch die optische Abgrenzung des eigenen Gebietes, insbesondere gegenüber den Herren und Grafen von Hanau, mit denen es immer wieder politische Streitigkeiten gab.
Mitte des 14. Jahrhunderts war Frankfurt vor allem das Zentrum des Tuchhandels. Mehr als 300 Mitglieder der Weberzunft lagerten zu Messezeiten ihre Waren in den umliegenden Häusern des Messeplatzes, darunter auch in den Gewölben des heutigen Rathauses, dem Römer, so wahrscheinlich benannt nach den italienischen Kaufleuten, die zu Messezeiten dort wohnten. 1405 kaufte die Stadt dieses und einige angrenzende Bürgerhäuser und baute sie zu einem Rathaus um.

#### Die Goldene Bulle
Auch in Frankfurt wurden die städtischen Ämter allmählich ein Erbteil einzelner alter Familien. Dies gab Anlass zu vielen Streitigkeiten mit den Zünften. Kaiser Karl IV. teilte deswegen den Rat in die drei – je aus 14 Mitgliedern bestehenden – Bänke der Schöffen, der Gemeinde und der Zünfte.
Durch die Goldene Bulle wurde Frankfurt 1356 ständige Wahlstadt der deutschen Könige, mit der Verpflichtung, den Wahlakt zu schirmen. Die Stadt hatte dabei darauf zu achten, dass keiner der Kurfürsten mehr als 250 Leute bei sich hatte, darunter höchstens 50 Bewaffnete. Auch mussten am Wahltag alle Fremden die Stadt verlassen.

#### Emanzipation von Reich und Umland
Ulrich III. von Hanau verfolgte in dieser Zeit eine königsnahe Politik, die es ihm ermöglichte, seine Rechte rund um Frankfurt zu stärken, insbesondere im Bereich des Amtes Bornheimerberg. Es gelang ihm, den Frankfurter Stadtwald (1360) und in Frankfurt selbst das Amt des Reichsschultheißen (1349) als Pfand durch Kreditvergabe an den Kaiser in die Hand zu bekommen. Damit drohte er Frankfurt von außen einzuschließen und dessen Selbstständigkeit von innen heraus auszuhöhlen, zumal sich in Frankfurt der Dauerkonflikt zwischen Patriziern und Handwerkern nicht beruhigte. So wirkte er 1358 als Schiedsmann zwischen den Parteien. Dem mehrfachen Bürgermeister der Stadt, Siegfried zum Paradies, gelang es jedoch 1363, Ulrich III. aus dieser für Frankfurt bedrohlichen Stellung zu drängen, indem er die Kredite Ulrichs III. an den König persönlich ablöste. Damit konnte er diese Ambitionen Ulrichs III. abwehren.
Nun wurde aber Siegfried zum Paradies für die anderen Patrizier zu mächtig. Sie erreichten beim immer in Geldnot befindlichen Kaiser Karl IV. durch hohe Summen – insgesamt flossen 17.600 Gulden –, dass der Kaiser seine Pfänder bei Siegfried zum Paradies wieder auslöste und Schultheißenamt und Stadtwald der Stadt überließ.
Verdienste um Frankfurt erwarb sich der Schwiegervater des Siegfried zum Paradies, Jakob Knoblauch, der bei den Kaisern Ludwig und Karl IV. wichtige Privilegien, wie beispielsweise das Münzrecht, erwirkte. Knoblauch erwarb auch die verfallene kaiserliche Pfalz, den Saalhof mitsamt dessen Domanialgut, und stellte ihn wieder her.
1362 verpfändete Karl IV. das Judenregal an die Stadt. Dadurch wurden die Juden, die zu den frühesten Bewohnern Frankfurts gehörten, faktisch von Kammerknechten des Kaisers zu Schutzjuden der Stadt Frankfurt. Einhundert Jahre später zwang der Stadtrat nach einer entsprechenden Intervention des Kaisers alle ansässigen Juden – vorher wohnten die Juden zwischen Bartholomäuskirche und Main – zum Umzug in ein geschlossenes Ghetto am östlichen Stadtrand. Die Frankfurter Judengasse blieb de facto bis 1796, de jure bis 1811, bestehen.

#### Konflikte mit benachbarten Fürsten

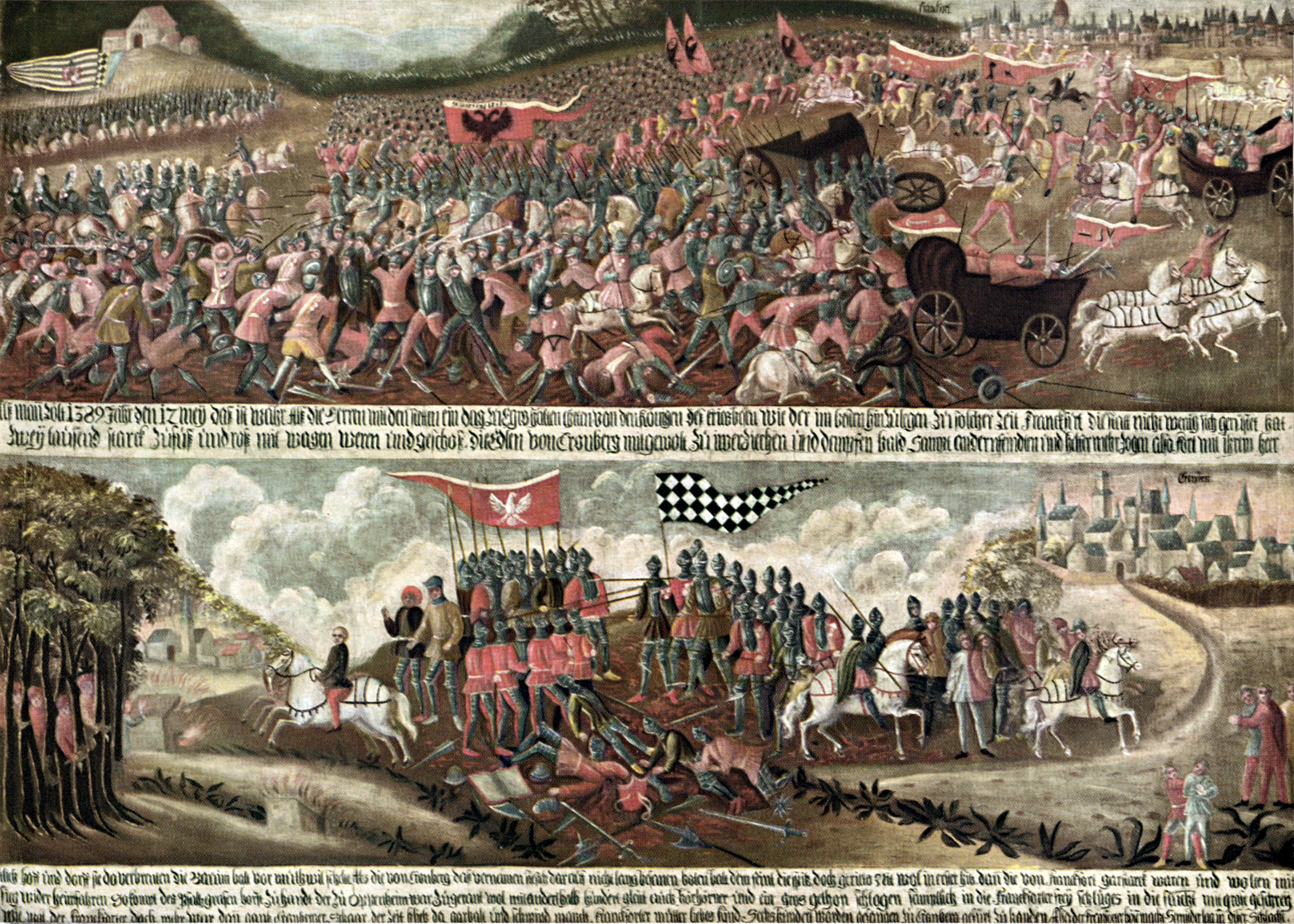
Niederlage der Frankfurter in der Schlacht bei Eschborn 1389 (unbekannter Künstler)

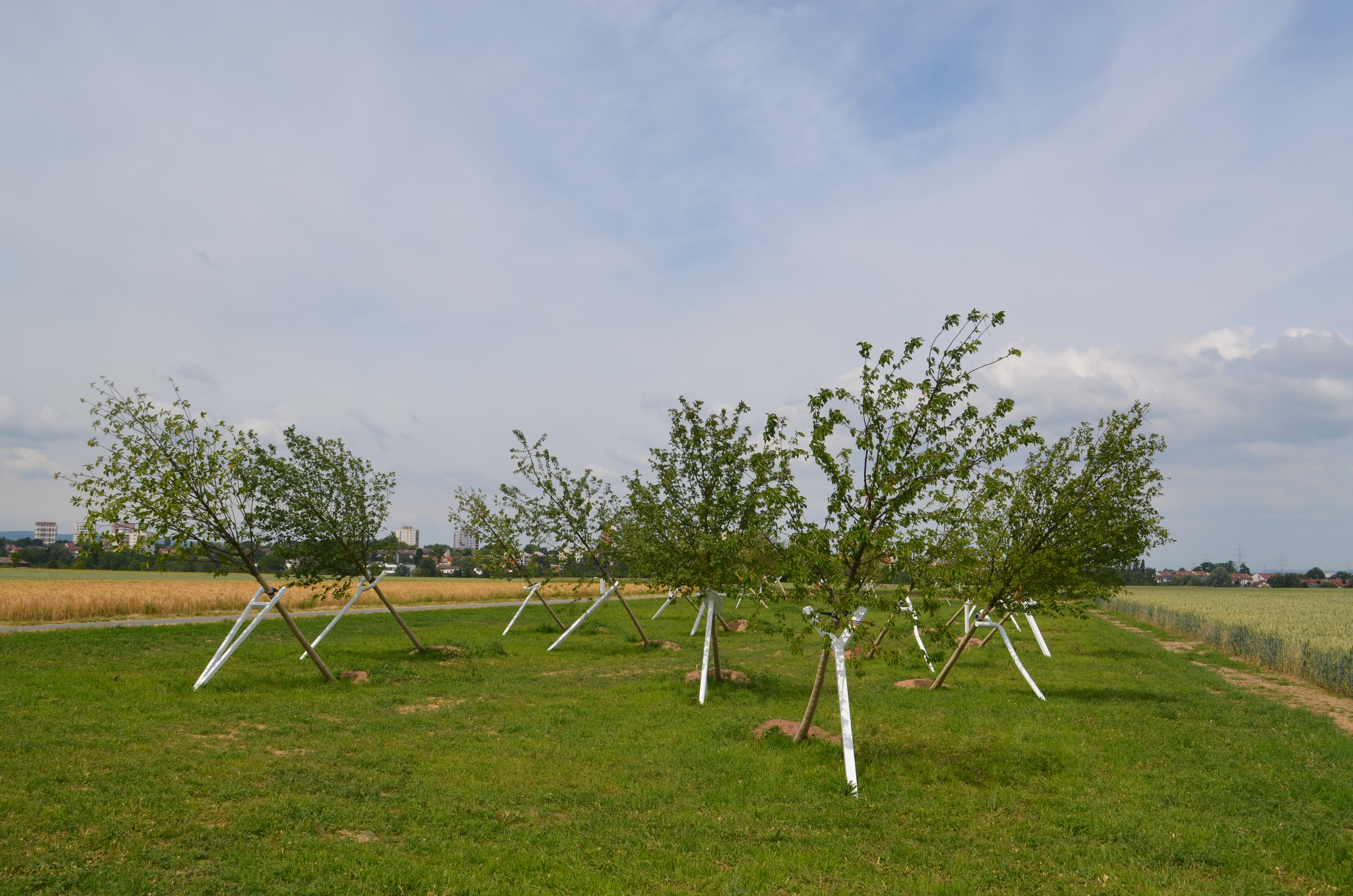
„Schiefer Wald“, der an die Schlacht bei Eschborn erinnern soll

Auch andere Fürsten ringsum neideten der Stadt am Main die steigende Prosperität und verwickelten sie in zahlreiche Fehden. 1389 erlitt die Reichsstadt in der Kronberger Fehde gegen die Cronberger Ritter und deren Verbündete die größte militärische Niederlage ihrer Geschichte. Zuvor hatte sich die Stadt entschlossen, im Städtekrieg auf Seiten des Rheinischen Städtebundes gegen Ruprecht von der Pfalz vorzugehen. Bei der Entscheidungsschlacht am 14. Mai 1389 fielen 40 bis 100 von den mehr als 2000 ausgerückten Bewaffneten und zahlreichen Unbewaffneten. Weitere 600 Gefangene (darunter auch Ratsmitglieder) musste man mit 73.000 Gulden Lösegeld freikaufen. Die Limburger Chronik vermerkt dazu: „Also schlug der kleine Hauff den großen Hauff nieder. Das war nicht Wunder, denn der große Hauffe flohe und der kleine stritte. O Frankfurt! Frankfurt! Gedenke dieser Schlacht!“.  2014 pflanzten die Hamburger Künstler Ulrich Genth und Heike Mutter sechsundzwanzig Bäume auf einen ehemaligen Acker in Schieflage. Die Bäume werden durch Stahlhalterungen unterschiedlicher Formen in Schräglage gehalten. Das Kunstwerk Schiefer Wald soll an die Schlacht bei Eschborn erinnern.
Fortan verlegte sich die Stadt auf eine effektive Bündnispolitik, indem sie die früheren Gegner mit Geld und über Verträge in ein System von wechselseitigen Abhängigkeiten und Verpflichtungen einbezog. Auf diese Weise gingen die Frankfurter gemeinsam mit den Herren von Cronberg und deren Verbündeten gegen Raubritter vor: Nach gemeinsamen Manövern der Schützengesellschaften belagerten und schleiften die Bündnispartner 1398 und 1399 die Raubritterfestung Tannenberg. Frank der Reiche von Cronberg baute zwar um 1450 eine alte Burg innerhalb des Frankfurter Burgfriedens aus, wodurch sich die Stadt noch einmal bedroht sah, doch kam es diesmal zu einer gütlichen Einigung und weiteren Verträgen. Bis zum Ende des mittelalterlichen Fehdewesens durch Kaiser Maximilians I. ewigen Landfrieden wahrte die Reichsstadt ihre bewaffnete Neutralität, beispielsweise auch in der Mainzer Stiftsfehde 1462. 1495 wurde zur Wahrung des Landfriedens das Reichskammergericht in Frankfurt als oberste Rechtsinstanz im Heiligen Römischen Reich geschaffen (später verlegt nach Speyer).

## Neuzeit

### 16. bis 18. Jahrhundert

#### Renaissance und Reformation

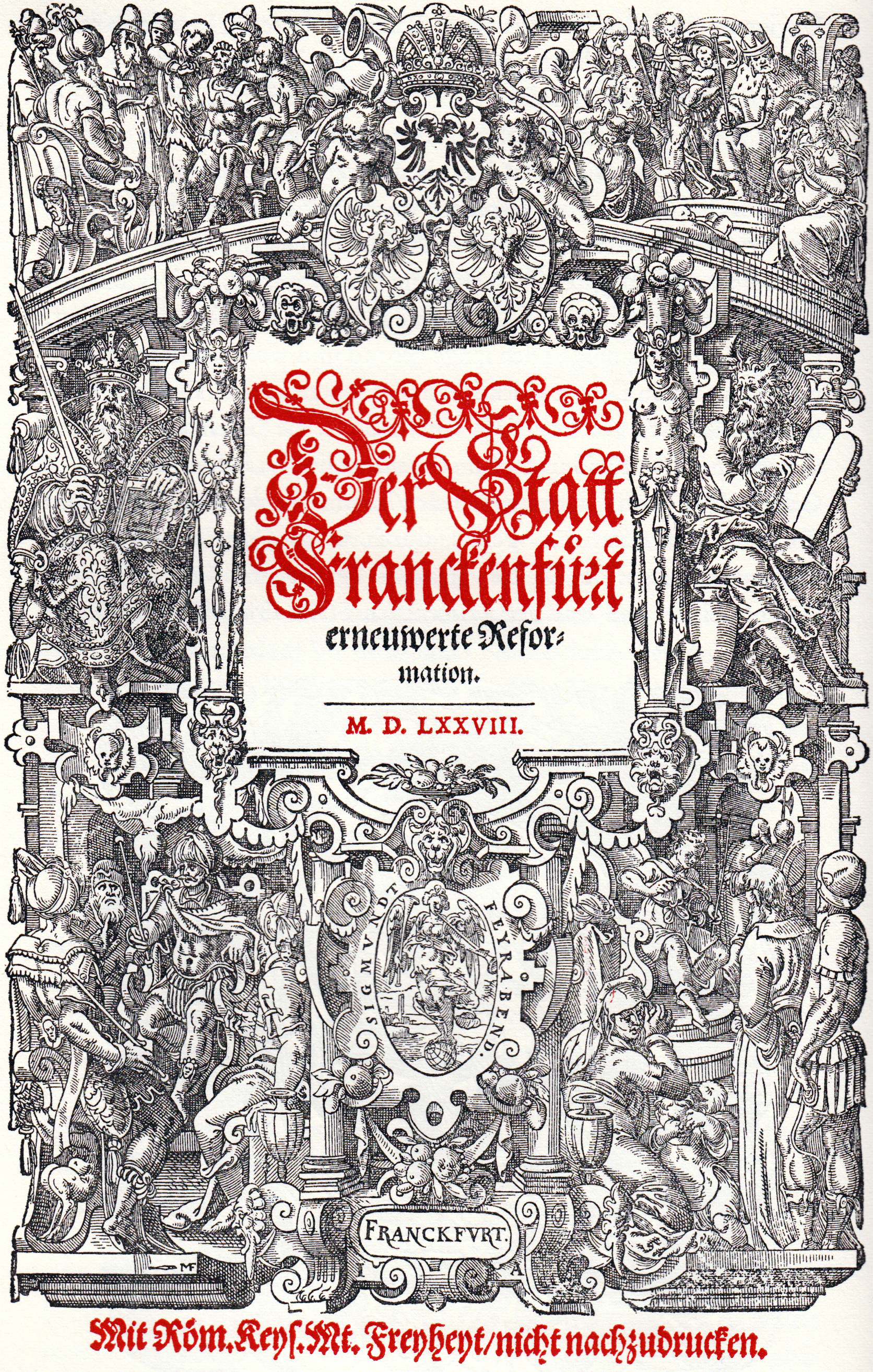
Titelblatt des Zivilgesetzbuches „Der Statt Franckenfurt erneuwerte Reformation. M. D. LXXVIII.“

Ab dem 16. Jahrhundert blühten Künste und Gewerbe auf, die Wissenschaften wurden gepflegt, die Erfindung des Buchdrucks im nahen Mainz förderte auch hier Bildung und Intelligenz. Vom 15. bis 17. Jahrhundert war in Frankfurt die bedeutendste Buchmesse Deutschlands ansässig (erneut seit 1949).
Die Reformation fand 1530 in Frankfurt Eingang. Nach einigem Zögern trat Frankfurt 1536 dem Schmalkaldischen Bund bei, öffnete jedoch im Dezember 1546, nach dem unglücklichen Feldzug der Verbündeten an der Donau, den Kaiserlichen die Tore.
In den Jahren 1531–1546 wurden in Frankfurt mehrere Konvente der protestantischen Fürsten abgehalten, wie auch im März 1558 hier auf einem Reichstag der nach der Stadt benannte Frankfurter Rezess. In dieser Übereinkunft zwischen Kurpfalz, Kursachsen, Kurbrandenburg, Hessen, Pfalz-Zweibrücken und Württemberg wurde erklärt, an der Augsburgischen Konfession festhalten zu wollen.
Im 16. Jahrhundert entstand in mehreren Schritten die Frankfurter Reformation, eine der umfassendsten Stadtrechtskodifikationen in Deutschland. Daran beteiligt waren u. a. Adam Schönwetter von Heimbach und Johann Fichard. In der Fassung von 1611 blieb sie als Partikularrecht geltendes Recht, das erst zum 1. Januar 1900 von dem einheitlich im ganzen Deutschen Reich geltenden Bürgerlichen Gesetzbuch abgelöst wurde. Für die zum Herrschaftsbereich der Stadt Frankfurt gehörenden Dörfer wurde darüber hinaus mit Beschluss des Rates der Stadt Frankfurt vom 20. August 1726 das Solmser Landrecht eingeführt, das subsidiär galt, soweit die Frankfurter Reformation keine Regelung enthielt.
In der zweiten Hälfte des 16. Jahrhunderts ließen sich in Frankfurt viele niederländische Familien nieder, die aufgrund ihres Glaubens vertrieben worden waren. Die meisten von ihnen bekannten sich zum reformierten Glauben. Sie förderten den Unternehmungsgeist und die Gewerbetätigkeit der Stadt ungemein. Bald jedoch kamen sie in Konflikt mit dem von lutherischen Patriziern kontrollierten Stadtrat. Öffentlicher reformierter Gottesdienst wurde verboten und deswegen entstanden erste reformierte Gotteshäuser in Frankfurt erst im Jahr 1787.
Durch die große Bedeutung als Handels- und Messestadt von kontinentaler Bedeutung stellte sich das Problem, dass Währungen zahlloser Staaten in Frankfurt kursierten. Durch das Fehlen festgelegter Wechselkurse kam es häufig zu Betrug und Wucher. Im Jahr 1585 einigten sich die Frankfurter Messekaufleute erstmals auf Wechselkurse für die unterschiedlichen Währungen sowie auf Regeln für deren Handel: die Frankfurter Börse war gegründet.

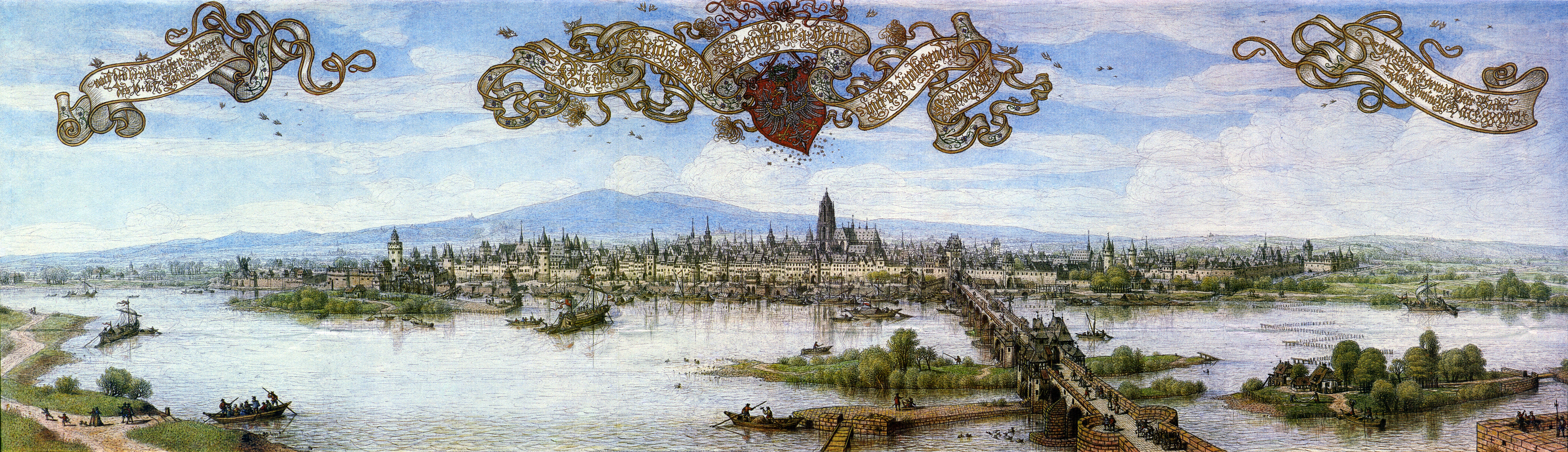
Frankfurt zu Anfang des 17. Jahrhunderts. Aquarell von Peter Becker, 1887

#### Fettmilch-Aufstand

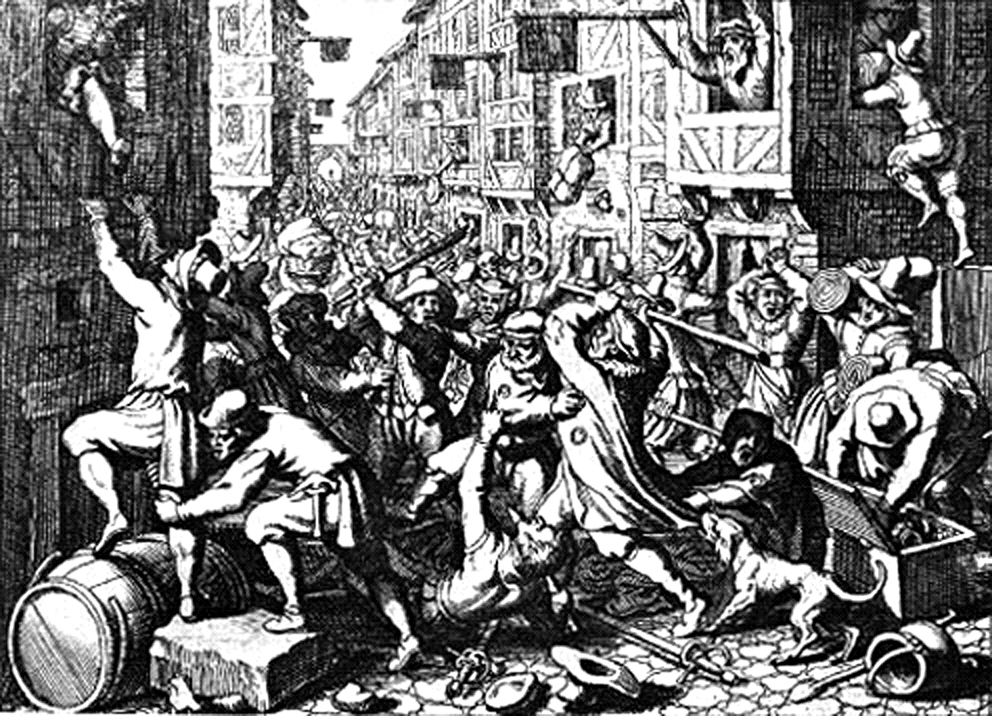
Plünderung der Judengasse während des Fettmilch-Aufstandes

Als Kaiser Matthias 1612 die städtischen Privilegien bestätigte, kam es zu erheblichen Ruhestörungen. Ein Teil der Bürgerschaft, vor allem Handwerksgesellen, erhob sich unter Leitung des Bäckers Vinzenz Fettmilch im nach diesem genannten Fettmilch-Aufstand gegen den Rat, und der Pöbel plünderte die Judengasse, das Ghetto der Stadt. Der Kaiser beauftragte Mainz und Hessen-Darmstadt mit der Wiederherstellung der Ordnung. Dies gelang jedoch erst 1616 mit der Festlegung einer neuen Stättigkeit und der Aufhebung des Zunftwesens. Die Juden erlangten vom Kaiser ein Mandatum poenale restitutorium, zogen unter Militärbegleitung wieder in die Stadt ein und machten den Tag der Rückkehr (20. Adar) zu einem jährlichen Festtag, der den Namen Purim Vinz trug.

#### Dreißigjähriger Krieg

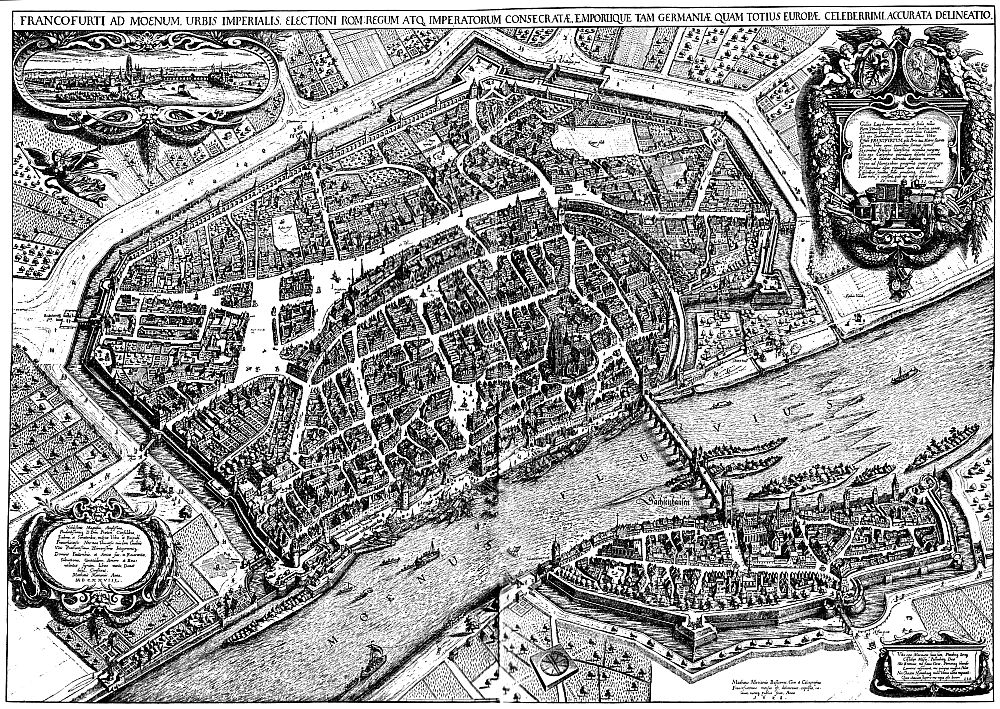
Frankfurt im Jahre 1628

Im Dreißigjährigen Krieg konnte Frankfurt seine Neutralität behaupten. Der Rat der Stadt hatte es nach den negativen Erfahrungen im Schmalkaldischen Krieg vermieden, sich für eine Seite der Gegner zu entscheiden. Kritisch wurde es zwischen 1631 und 1635, als der schwedische Regent Gustav Adolf in Frankfurt Quartier nahm und für seine Truppen sogar Sold und Proviant forderte. Doch diese Widrigkeiten konnte die Stadt leichter bewältigen als die Kriegsfolgen. Insbesondere wütete in der Stadt, wie in ganz Europa dieser Zeit, die Pest. Im Westfälischen Frieden von 1648 wurde Frankfurt als Reichsstadt bestätigt und gelangte bald zu neuem Wohlstand. 1681 fand hier ein Kongress der deutschen Fürsten statt, um der französischen Willkür entgegenzutreten; doch kam es infolge von Rangstreitigkeiten unter den Gesandten zu keinem Resultat. Als sich die Bürger wegen der drückenden Abgaben und des willkürlichen Regiments an den Kaiser wandten, gab dieser der städtischen Verfassung durch Einsetzung des Bürgerausschusses eine zeitgemäße Änderung. Über 100 Jahre blieb die Stadt nun von kriegerischen Auseinandersetzungen verschont.

#### 18. Jahrhundert

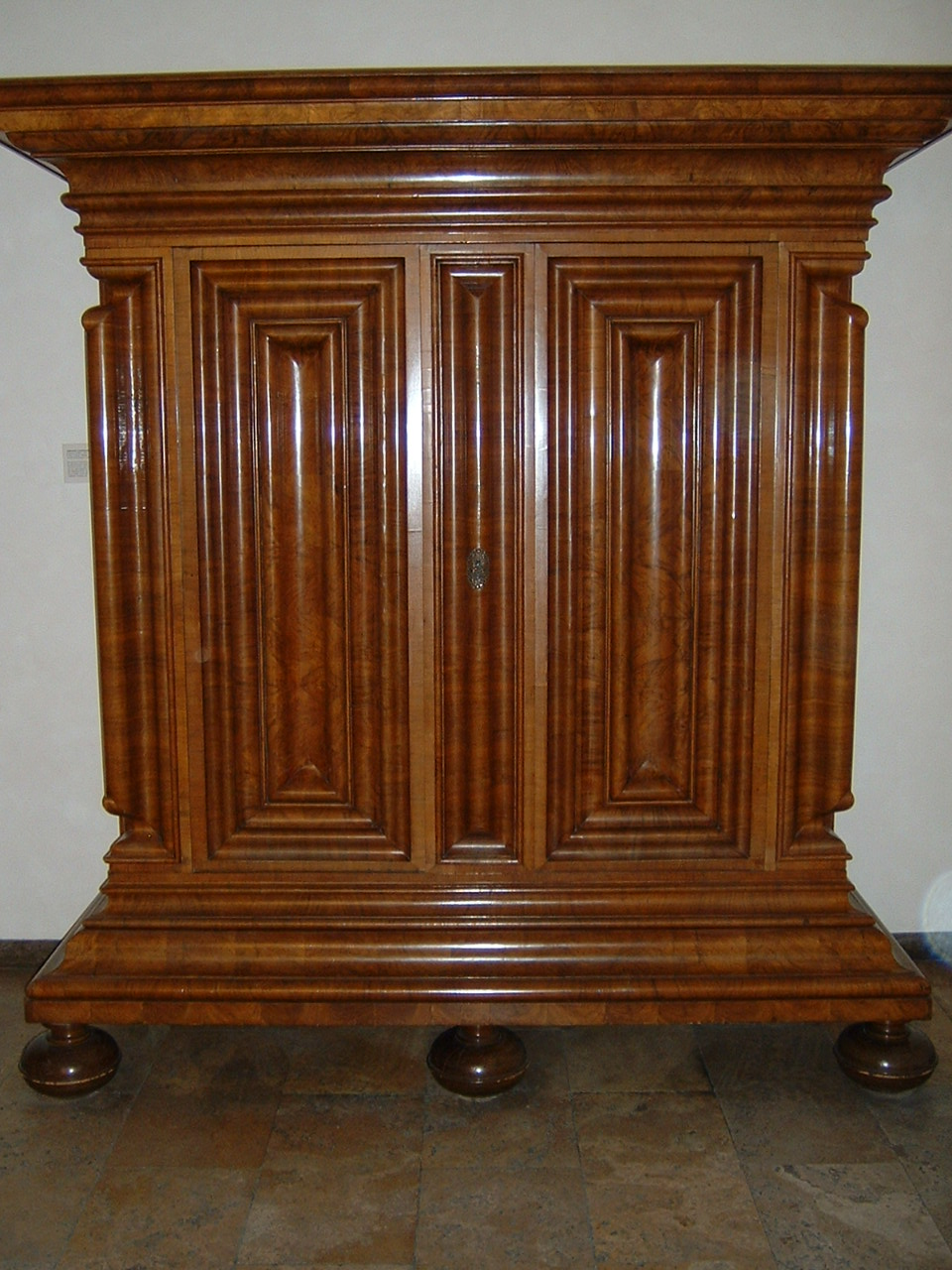
Frankfurter Schrank Nasenschrank (Standort: Römer, Standesamt) aus der Barockzeit

Der Große Christenbrand, ein drei Tage währender Stadtbrand zerstörte 1719 mehr als 400 Häuser. 1742 wurde Frankfurt gar für fast drei Jahre Residenzstadt, denn der damalige Kaiser Karl Albrecht von Bayern (Karl VII.) wohnte bis Oktober 1744 im Palais Barckhaus an der Zeil. Der Beginn der Aufklärung bringt auch der Stadt Frankfurt nicht nur wirtschaftliche, sondern auch kulturelle Impulse. Die Bürger informieren sich in den  Frankfurter Frag- und Anzeigungsnachrichten, politisch Interessierte lasen eher den Frankfurter Mercurius. Georg Philipp Telemann war von 1712 bis 1721 Musikdirektor an der Katharinenkirche; 1749 wurde Goethe geboren; 1763 spielten Mozart und „Nannerl“ an vier Abenden in einem Saal am Liebfrauenberg; 1784 wurde Schillers Kabale und Liebe im Frankfurter Nationaltheater uraufgeführt. Auch die Krönungen von Leopold II. 1790 und zwei Jahre später von Franz II. waren herausragende Ereignisse, deren monumentaler Festcharakter in mehreren Berichten dieser Zeit beschrieben wird.
1753 wurde Voltaire mit seinem Sekretär Cosimo Alessandro Collini und schließlich auch einer Nichte Voltaires durch den preußischen Repräsentanten Baron Franz von Freytag über einen Monat lang in der Stadt zunächst unter dem Vorwurf festgehalten dem preußischen König ein lyrisches Manuskript entwendet zu haben und schließlich vor deren Freilassung durch Freytag beraubt, wonach Voltaire wütend dessen Bestrafung zu erreichen suchte. Drei Jahre später während des Siebenjährigen Kriegs wurde Frankfurt von den Franzosen besetzt und behielt, trotz großen Protestes, die Besatzung bis zum Kriegsende.

### Zeit der Französischen Revolution

#### Französische Besetzung

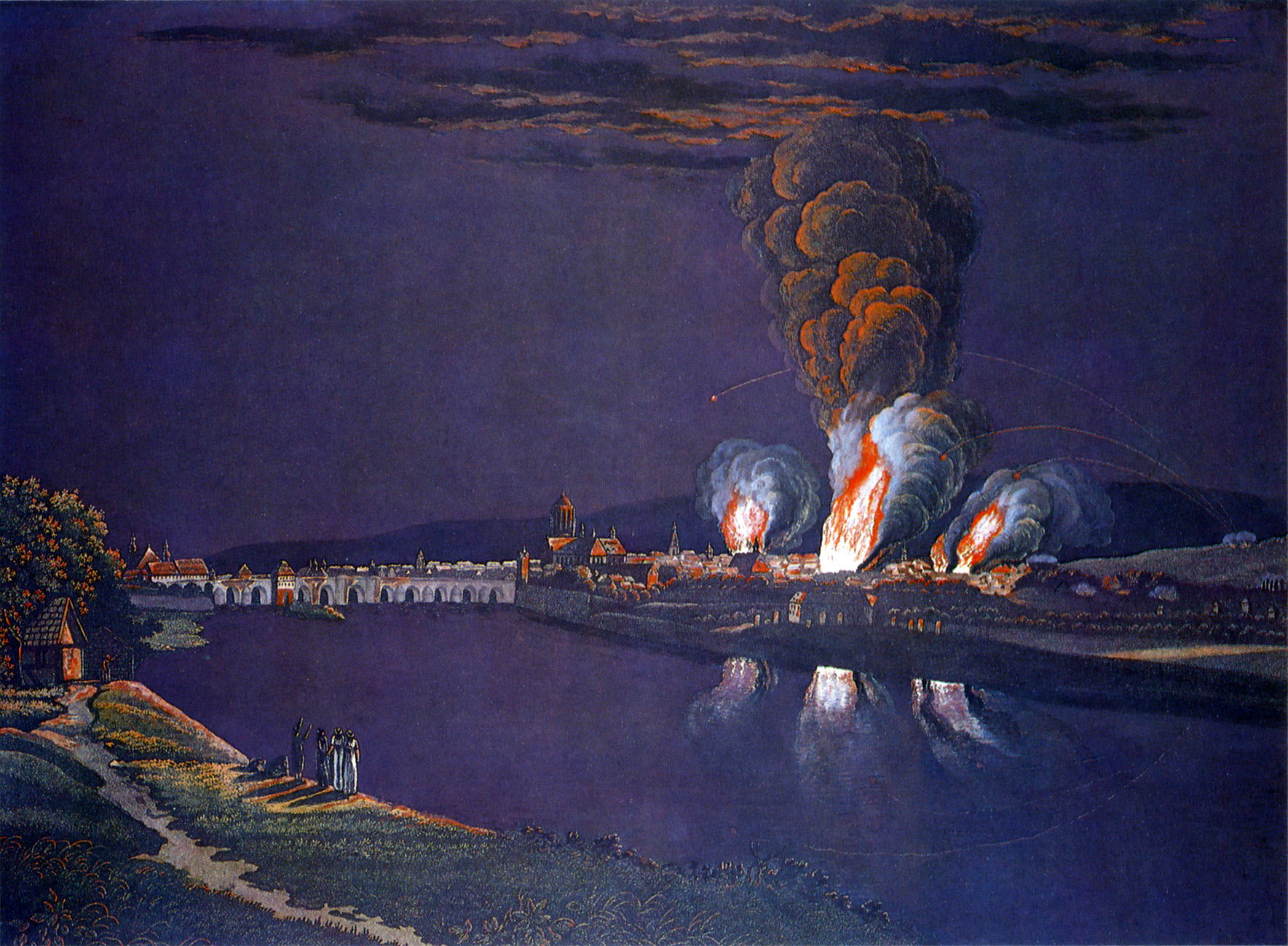
Bombardement Frankfurts am 13./14. Juli 1796

Im Ersten Koalitionskrieg eroberte General Custine am 23. Oktober 1792 Frankfurt und legte der Stadt Zahlungen von 2 Millionen Gulden auf. Am 2. Dezember des Jahres eroberten die aus der Champagne zurückkehrenden Preußen und Hessen die Stadt zurück. Als Andenken an die Schlacht entstand am Friedberger Tor das Hessendenkmal. 1796 wurde Frankfurt vom österreichischen General von Wartensleben besetzt. Er konnte sich aber gegen die Franzosen unter Jean-Baptiste Kléber nicht halten, der die Stadt am 13. und 14. Juli beschießen ließ. Das Bombardement richtete schwere Schäden in der Stadt an, vor allem in der Judengasse. Für die Juden der Stadt bedeutete die Beschießung de facto das Ende des seit über 300 Jahren bestehenden Ghettozwangs. Für die Stadt war die abermalige Tributzahlung von 6 Millionen Franken in Geld und 2 Millionen in Lieferungen eine schwere Belastung. Darauf wurde die Stadt 2. Dezember 1796 für neutral erklärt, was der Reichsdeputationsrezess zu Regensburg vom 25. Februar 1803 bestätigte. Während damals fast alle Reichsstädte ihre Reichsunmittelbarkeit verloren, blieb Frankfurt Reichsstadt und erhielt überdies alle in seinem Gebiet liegenden geistlichen Besitzungen.

#### Großherzogtum Frankfurt

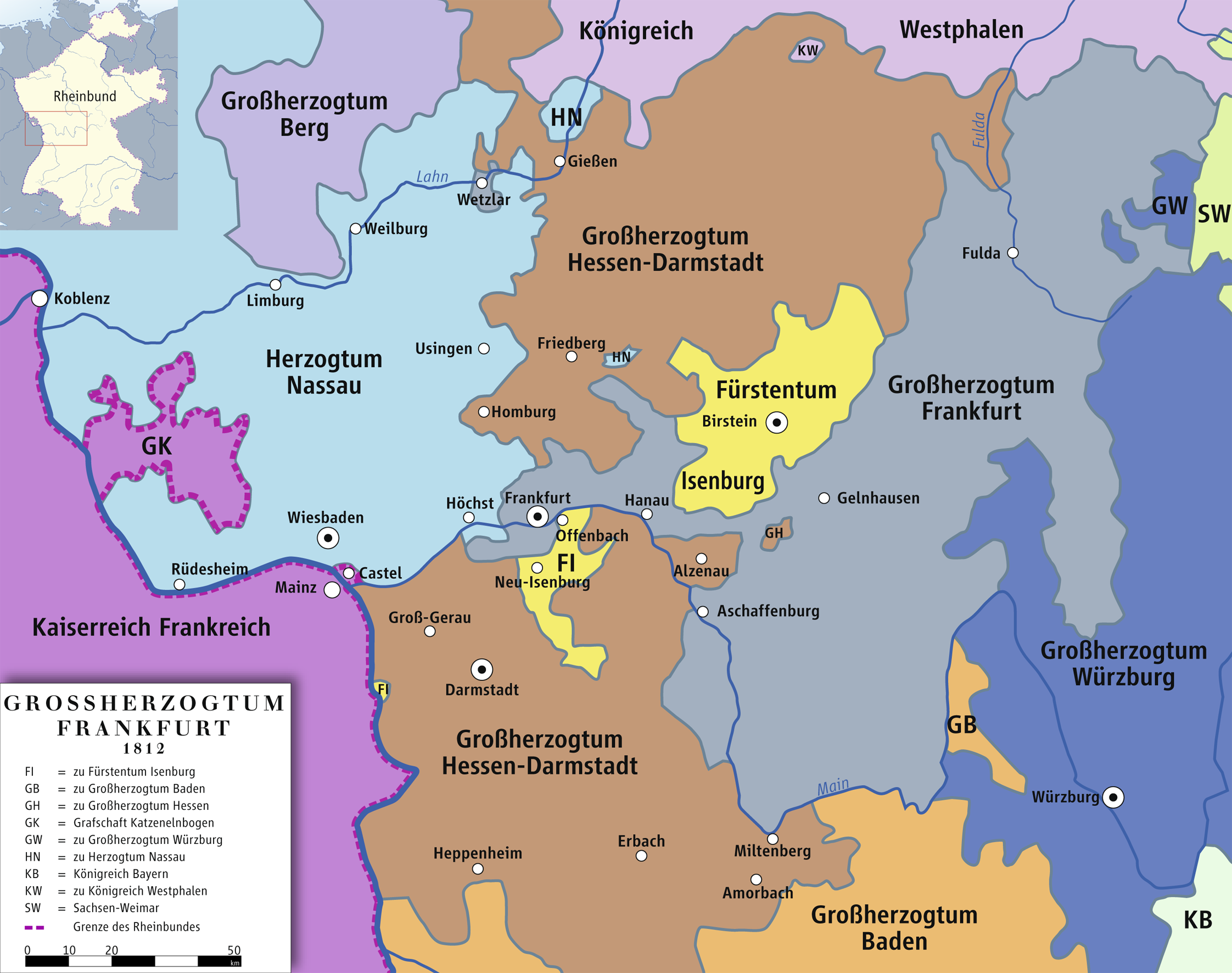
Das Großherzogtum 1812

Im Januar 1806 besetzte General Augereau mit 9.000 Mann die Stadt und erpresste von ihr abermals 4 Millionen Franken. Mit der Stiftung des Rheinbundes verlor Frankfurt seine Selbstständigkeit und wurde den Staaten des Fürsten-Primas Karl Theodor von Dalberg einverleibt. Frankfurt sollte der Sitz des Bundestags des Rheinbundes werden, dieser Bundestag wurde allerdings letztlich nicht realisiert.
Am 6. September 1806 trat dieser die Regierung an, erklärte alle Religionsparteien für fähig zu Staatsämtern und gewährte den Juden bürgerliche Rechte, wofür die Frankfurter jüdische Gemeinde allerdings 440.000 Gulden zu zahlen hatte. Er vermochte jedoch nicht der auswärtigen Gewalt Widerstand zu leisten. 1810 wurde Frankfurt formal die Hauptstadt des neugeschaffenen Großherzogtums Frankfurt, eines napoleonischen Satellitenstaats bzw. Modellstaats.
In dieser Zeit erfuhr die Stadt gravierende Veränderungen ihrer städtebaulichen Struktur. Die jahrhundertealten Befestigungsanlagen wurden abgebaut. Neben dem Landgewinn war damit auch die Intention verbunden, dass man ohne Befestigungsmauern auch keine Schäden mehr durch Kanonenbeschuss zu fürchten habe. An ihrer Stelle wurden Gartenanlagen errichtet. Goethes Mutter schreibt am 1. Juli 1808 an ihren Sohn Wolfgang: „Die alten Wälle sind abgetragen, die alten Tore eingerissen, um die ganze Stadt ein Park.“ Durch das heute noch gültige Wallservitut konnten die Wallanlagen bis heute weitgehend vor Bebauung geschützt werden, so dass Frau Goethes Feststellung weiterhin Bestand hat.

### Freie Stadt Frankfurt

#### Freie Stadt Frankfurt und Deutscher Bund

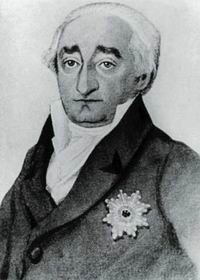
Der Freiherr vom Stein wurde ob seiner Verdienste zum Ehrenbürger der Stadt ernannt

Am 2. November 1813 zogen die sich gegen Napoleon verbündeten Parteien in Frankfurt ein, versprachen der Stadt schon im Dezember Wiederherstellung ihrer alten Rechte und errichteten einstweilen einen Zentralverwaltungsrat unter der Leitung des Freiherrn vom Stein. Die Kehrseite war, dass die erst 1806 zugestandene Gleichberechtigung der Juden 1814 wieder zurückgenommen wurde. Die Wiener Kongressakte erklärte Frankfurt zu einer Freien Stadt des Deutschen Bundes, und 1816 wurde es Sitz des Bundestags. Diese Vertretung der Regierungen residierte im Palais Thurn und Taxis. Goethe selbst ermutigte die Ratsherren, als er 1815 zum letzten Mal seine Geburtsstadt besuchte, mit den Worten: „Einer freien Stadt geziemt ein freier Sinn … Es geziemt Frankfurt von allen Seiten zu glänzen und nach allen Seiten tätig zu sein.“
Die Stadt beherzigte diese Ratschläge. Im Sinne der auf dem Wiener Kongress beschlossenen Bundesakte gab sie sich auch eine veränderte Verfassung, die Konstitutionsergänzungsakte. Die christlichen Konfessionen wurden als gleichberechtigt betrachtet. 1824, zehn Jahre nach deren Rücknahme, gewährte der Magistrat den Juden zum zweiten Mal die bürgerliche Rechte, allerdings mit der Einschränkung, dass in der jüdischen Gemeinde nicht mehr als 15 Ehen jährlich geschlossen werden durften. Mit dem Status als „israelitische Bürger“ konnten sie Unternehmen gründen. Eine der Familien, die die neuen Möglichkeiten nutzten, war die Frankfurter Familie Rothschild. Auch aus dem Bildungsbürgertum wurden nun Mäzene tätig, wie der Kaufmann Johann Friedrich Städel (Städel), die Senckenbergische Naturforschende Gesellschaft oder der vom Nationalökonomen Friedrich List begründete Handels- und Gewerbeverein, der die Beseitigung aller Zölle sowie die Freiheit des Handels zum Ziele hatte. Der damalige Dozent Arthur Schopenhauer zog 1831 von Berlin nach Frankfurt und begründet dies mit den Zeilen: „Gesundes Klima, schöne Gegend, Annehmlichkeiten großer Städte, das naturhistorische Museum, besseres Schauspiel, Oper und Konzerte, mehr Engländer, bessere Kaffeehäuser, kein schlechtes Wasser … und ein besserer Zahnarzt.“

#### Vormärz

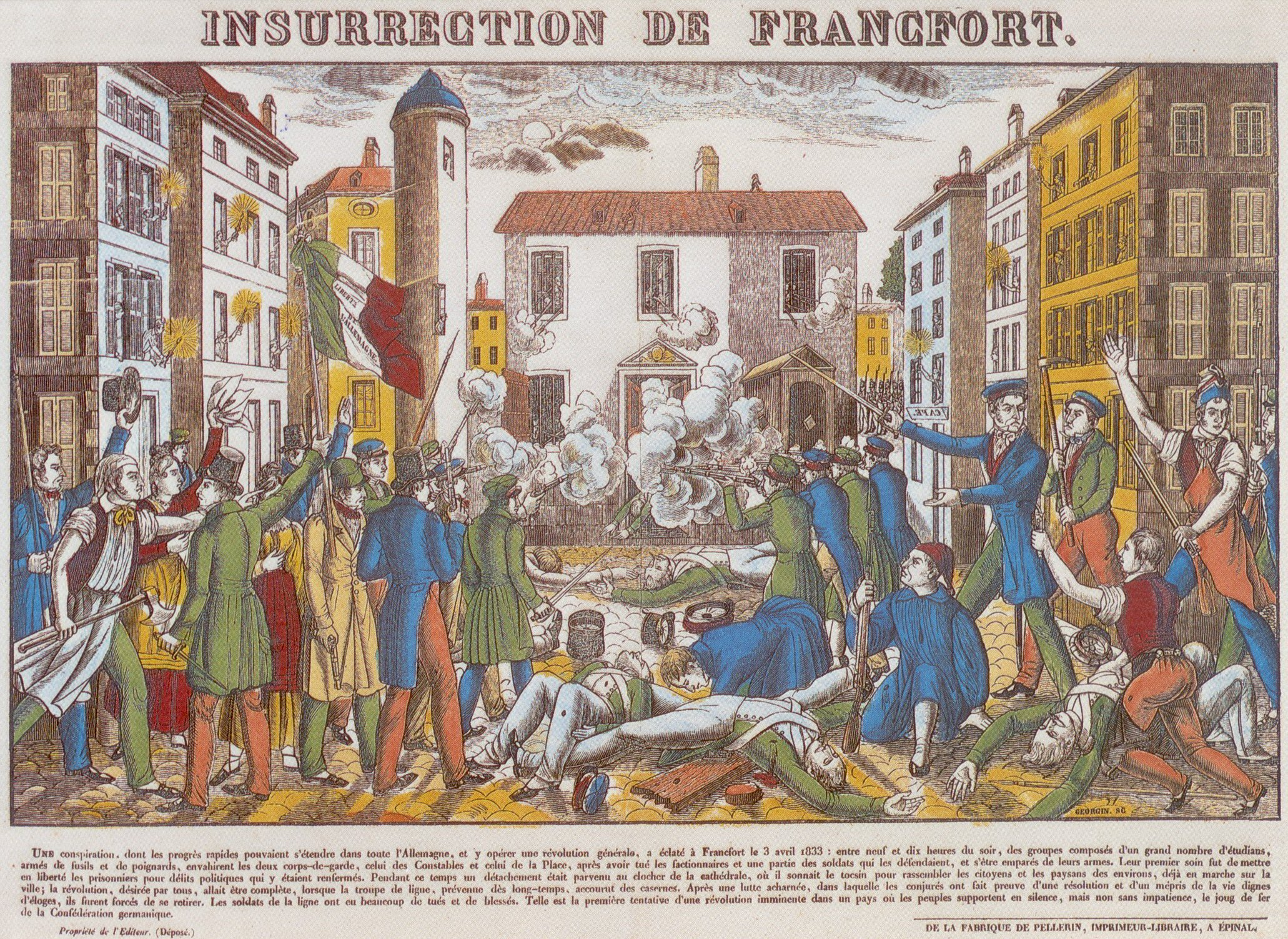
Zeitgenössischer Kupferstich zum Wachensturm

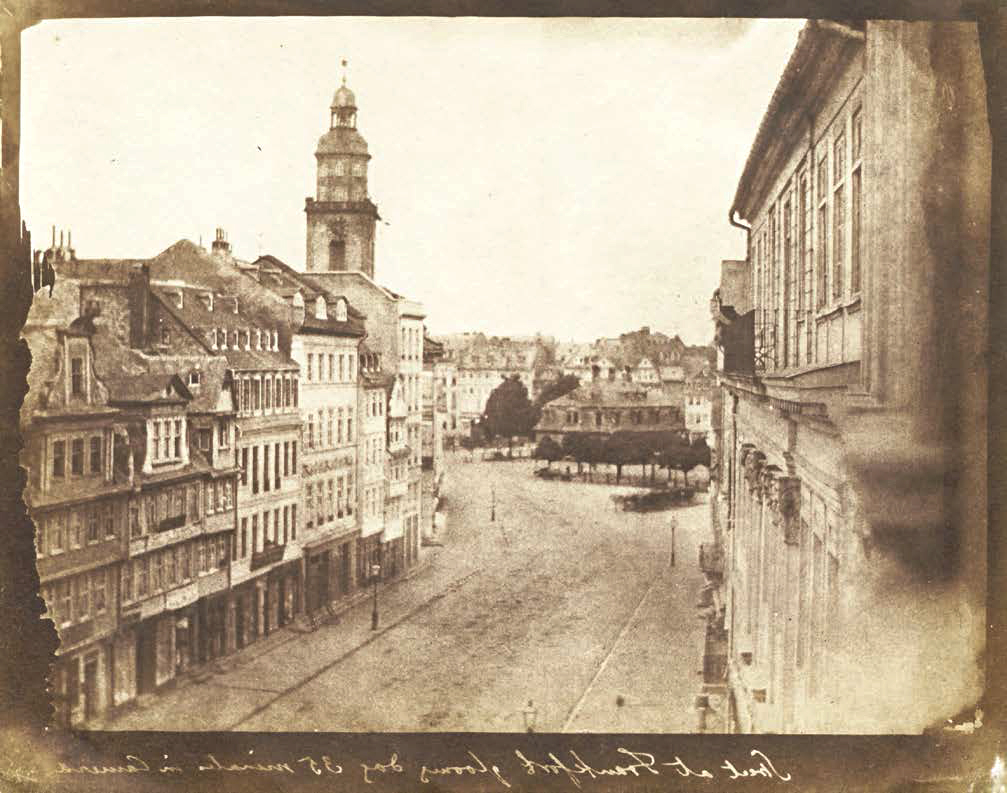
Hauptwache von der Zeil aus gesehen, 1846, von William Henry Fox Talbot – ältestes erhaltenes Foto von Frankfurt

In der Zeit des auf dem Wiener Kongress beschlossenen Deutschen Bundes war Frankfurt das politische Zentrum Deutschlands. Das auf Restauration bedachte unter treibender Kraft durch Fürst von Metternich stehende politische System, welches den Erhalt der fürstlichen Kleinstaaterei förderte, war Anlass für die Bevölkerung zu opponieren.
Während der antijüdischen Hep-Hep-Krawalle, bei denen es zwischen August und Oktober 1819 in über 80 Städten und Ortschaften im Deutschen Bund und über seine Grenzen hinaus zu zahlreichen Ausschreitungen und Vorfällen kam, war Frankfurt zwischen dem 8. und 12. August 1819 Schauplatz der neben Würzburg schwersten Gewaltexzesse. Über vier Tage befand sich die Stadt durch massive gewaltsame Ausschreitungen im Ausnahmezustand. Jüdische Geschäfte und Wohnhäuser in der Umgebung der Judengasse wurden attackiert und geplündert, Personen körperlich und teils auch mit Schusswaffen angegriffen. Bei den Krawallen gab es Verletzte, anders als in Würzburg aber gab es keine Toten. Die Zahl der Tumultanten und Angreifer, die sich am Abend des 10. August vor dem Geschäftshaus Rothschilds versammelten, wird zeitgenössischen Quellen mit bis zu 6.000 angegeben. Viele jüdische Bewohnerinnen und Bewohner verließen an diesem Tag fluchtartig die Stadt. Polizei und Militär konnten die Lage zunächst nicht unter Kontrolle bringen. Erst am 12. August konnte das Militär die Lage beruhigen und die jüdischen Familien kehrten in den folgenden Tagen wieder in ihre Häuser zurück.
Die Zensur der Presse und hohe Zoll- und Steuerabgaben, die das wirtschaftliche Wachstum hinderten, waren neben dem neu aufkommenden aufklärerischen weltanschaulichen Streben des Bürgertums die Wurzeln für die Opposition. Durch die Umsturzversuche während der französischen Julirevolution (1830), dem polnischen Novemberaufstand (1830/31) und der belgischen Revolution (1830/31) verstärkte sich der Wunsch nach Neuerung. Der Deutsche Bund versuchte eine Vereitelung der Fraternisierung der Frankfurter mit den vorbei ziehenden Polen, die vor der russischen Repression flohen.
Die nach nationaler Einheit, Freiheit und Volkssouveränität strebende Bewegung organisierte feierliche Versammlungen, wie das Hambacher Fest 1832, welches auch mit einem Ableger dem Sandhof-Fest in Frankfurt am Main seinen Ausdruck fand, an dem 4000 Menschen teilnahmen.
Radikalere Personen der oppositionellen Bewegung im Vormärz organisierten den bewaffneten Aufstand. Dieser schlecht vorbereitete Versuch fand am Karfreitag des Jahres 1833 statt, bekannt als Frankfurter Wachensturm (zu dieser Zeit auch Frankfurter Attentat genannt). Plan des Umsturzes war ein Überfall auf die Polizeiwachen der Stadt und auf die Bundesversammlung, um so eine Revolution in Deutschland auszulösen.
Nach der Hinrichtung der Verantwortlichen bildeten sich in Frankfurt zahlreiche politische Zirkel, auch Montagskränzchen  genannt, in denen weitere Reformen diskutiert wurden. Der preußische Gesandte warnte beim Bundestag 1847 den Senat: „Kommunistische und sozialistische Ideen können zum Aufruhr gegen die bestehende Ordnung führen.“

#### Beginn des Eisenbahnverkehrs in Frankfurt

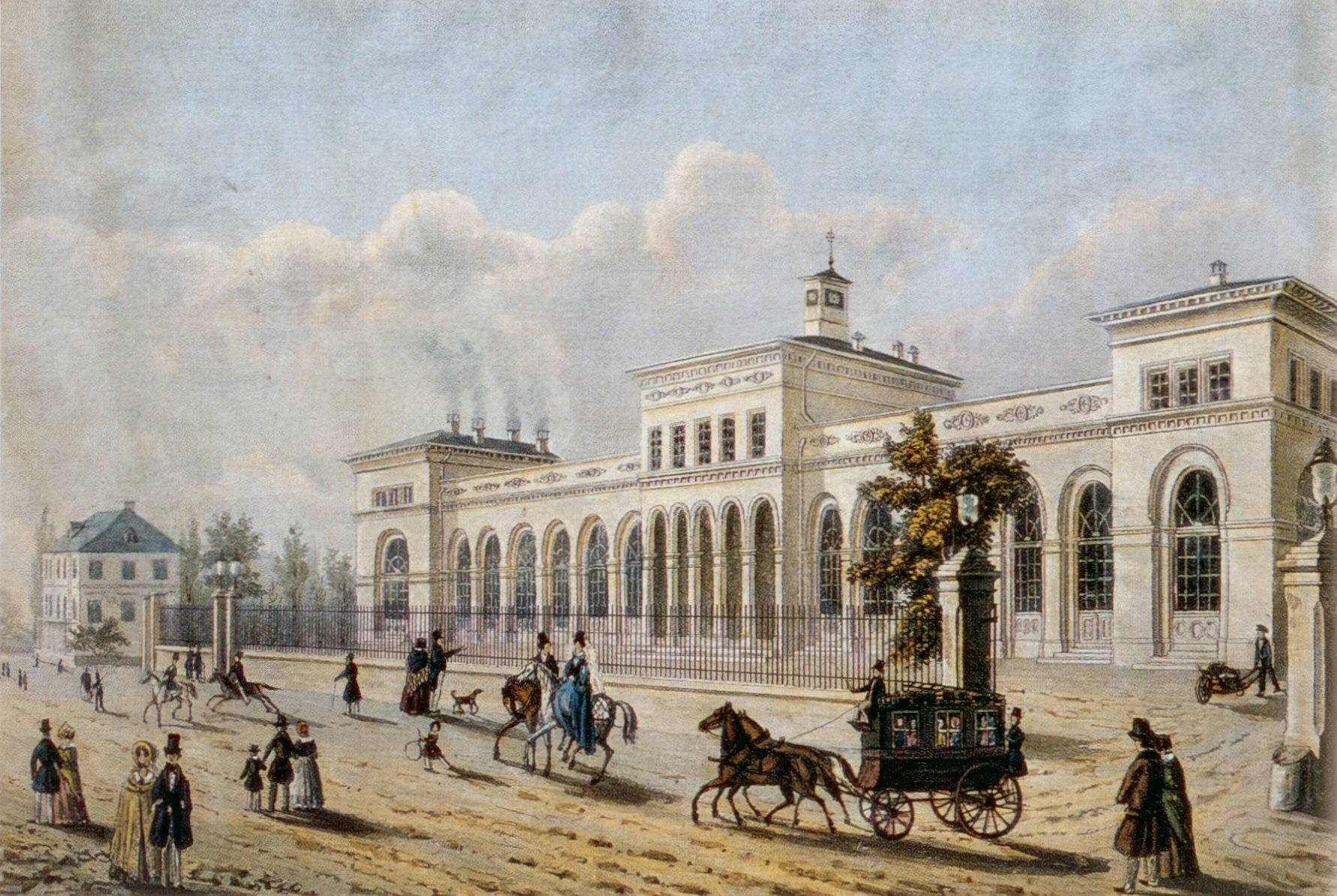
Taunusbahnhof um 1850

1839 begann das Zeitalter des Eisenbahnverkehrs in Frankfurt am Main. Es wurde das erste Teilstück der vom Taunusbahnhof ausgehenden Eisenbahn-Strecke der Taunus-Eisenbahn über Höchst, Mainz nach Wiesbaden eröffnet. Die erste von Frankfurt ausgehende Fahrt eines Zuges endete noch in Höchst. Die von einer privaten Bahngesellschaft betriebene Strecke erreichte 1839 Hattersheim und 1840 Wiesbaden.

#### Märzrevolution und Paulskirchenparlament

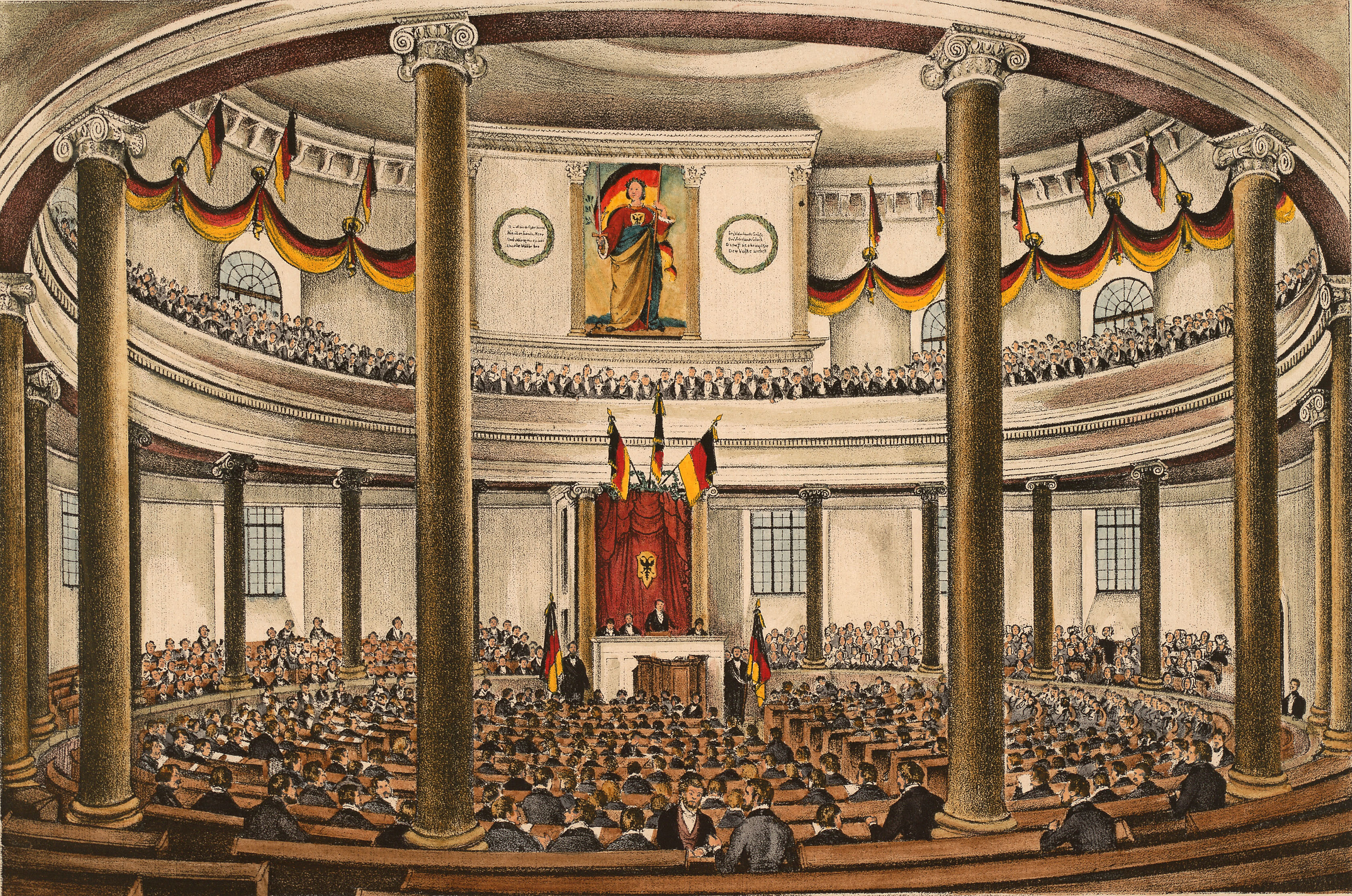
Nationalversammlung in der Frankfurter Paulskirche

Der reaktionäre österreichische Staatskanzler Metternich musste schließlich, gezwungen durch die Märzrevolution, aufgeben, und gerade in Frankfurt wurde dies über alle Maßen gefeiert. Am 30. März 1848 sah man Schwarz-Rot-Goldene Fahnen überall, und die Bevölkerung wurde ermahnt, die Schießerei in die Luft zu unterlassen. Am 18. Mai 1848, ein Tag, der von manchen Historikern als der größte Tag in der Geschichte der Stadt Frankfurt bezeichnet wird, hielt die Nationalversammlung ihre erste und am 31. Mai 1849 ihre letzte Sitzung in der Paulskirche ab. Hier, also am Mittelpunkt des damaligen gesamten politischen Lebens in Deutschland, war das Parteigetriebe und die Aufregung am heftigsten; daher die wiederholten Tumulte, unter denen besonders der im Stadtteil Sachsenhausen am 7. und 8. Juli 1848 sowie der vom 18. September mit Waffengewalt unterdrückt wurden. In den Jahren 1848 und 1849 tagten in Frankfurt das Vorparlament und die Deutsche Nationalversammlung. Als das Parlament, dessen Wirken durchaus als Vorläufer der Weimarer Verfassung und des Grundgesetzes angesehen werden kann, in seiner Endphase nach Stuttgart umziehen sollte, meinte ein württembergischer Abgeordneter, dass ein Wegzug von Frankfurt ein Vergehen am deutschen Vaterland  sei, zumal die Stadt so glücklich organisiert, wohlhabend und reich sei und kein Fürstenhof auf die Beschlüsse einwirken könne.
Während des folgenden Jahrzehnts und der letzten Zeit seiner Selbstständigkeit zeigte Frankfurt eine große Regsamkeit auf dem Gebiet der Verfassungsentwicklung und Gesetzgebung. In diese Periode fallen die Verfassungsrevision von 1864, das neue Gewerbegesetz auf der Grundlage vollständiger Gewerbefreiheit und die bereits zehn Jahre früher angebahnte politische Emanzipation der Juden (1864).
Ab August 1863 tagte in Frankfurt der mit der deutschen Bundesreform beschäftigte Fürstentag, außerdem der Deutsche Nationalverein sowie der diesem entgegengesetzte Reformverein. Auch der deutsche Abgeordnetentag hielt hier seine Sitzungen. Da Preußen jedoch nicht erschien, scheiterte die Reform. Der weiter schwelende Konflikt endete schließlich 1866 im Krieg.

## Jüngere Geschichte

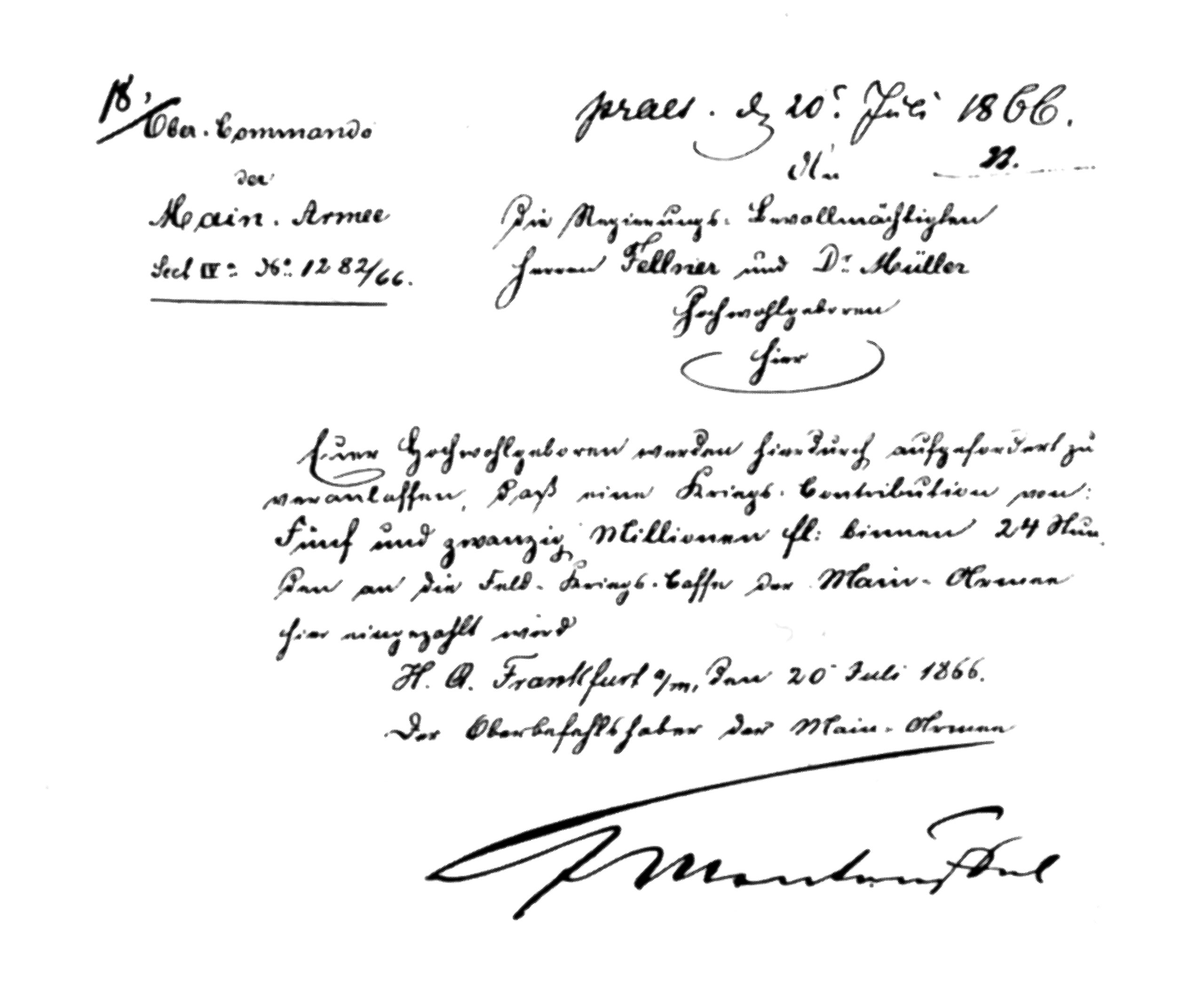
Kriegskontributionsforderung vom 20. Juli 1866 mit der Unterschrift des preußischen Generals Edwin von Manteuffel.

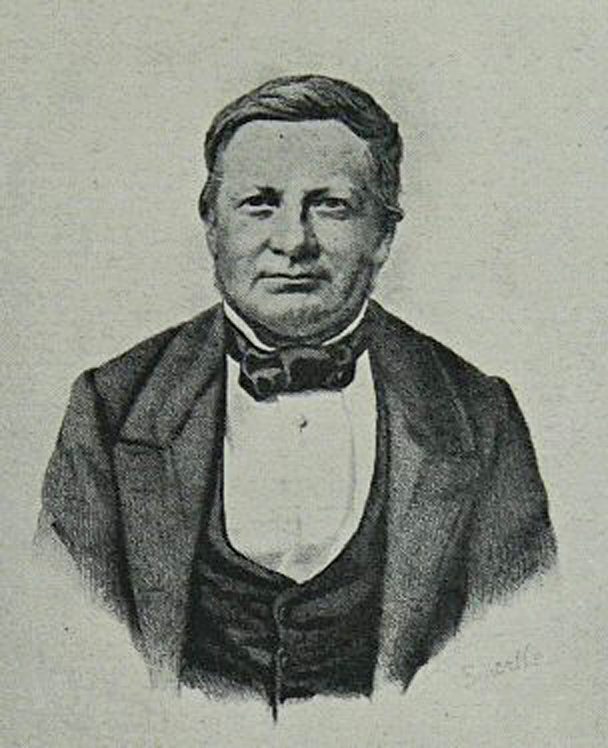
Der letzte Ältere Bürgermeister der Freien Stadt Frankfurt K. K. V. Fellner

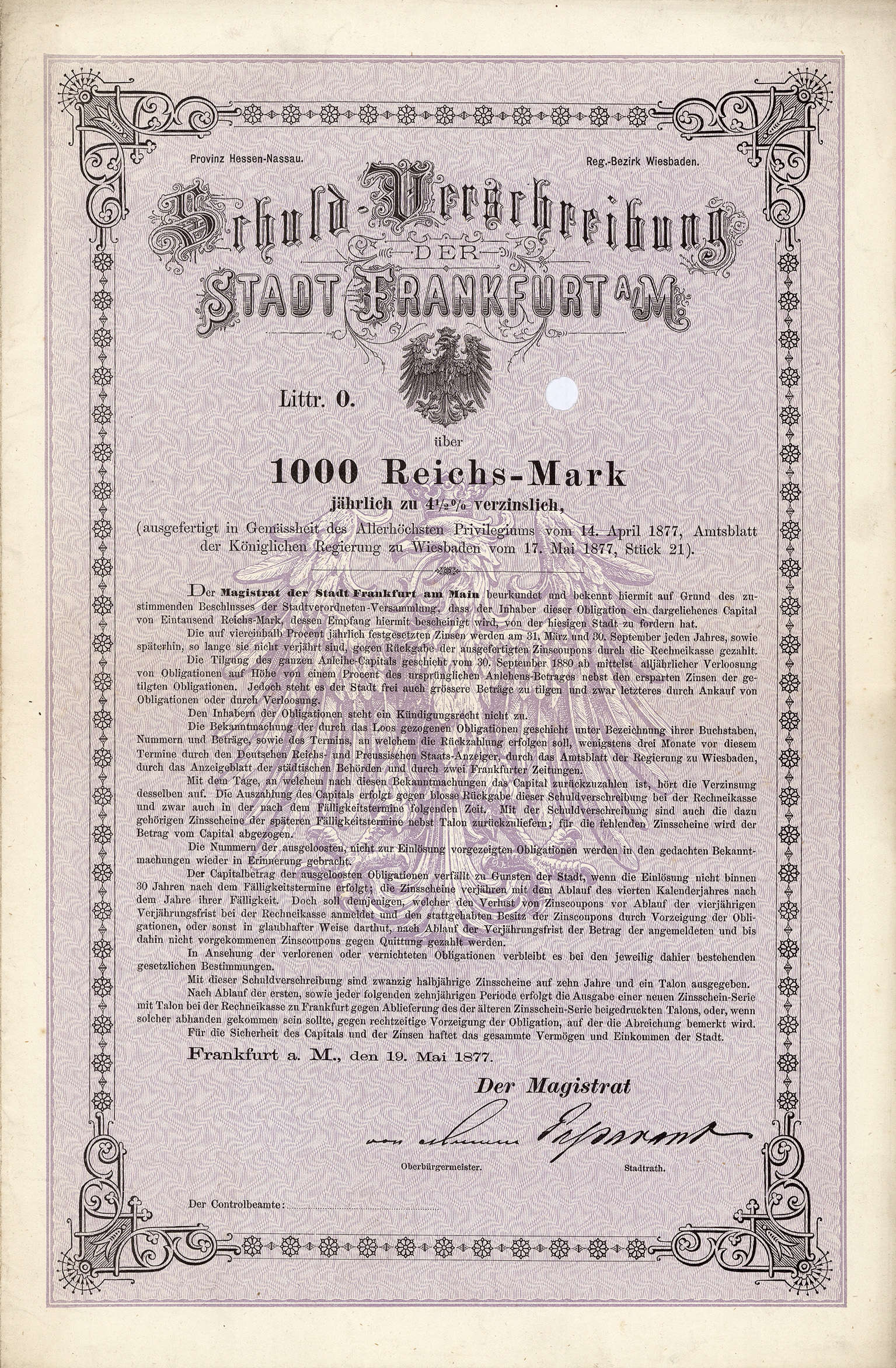
Schuldverschreibung der Stadt Frankfurt vom 19. Mai 1877 mit Unterschrift des Oberbürgermeisters Daniel Heinrich Mumm von Schwarzenstein

### Deutsches Reich

#### Preußische Okkupation und der Teilungsrezess
Gegen Ende des Deutschen Krieges wurde die Freie Stadt Frankfurt am 18. Juli 1866 von Preußen besetzt und bald darauf annektiert, weil sie ihrer Stellung als Sitz des Bundestages entsprechend die Partei des Kaisertums Österreich ergriffen hatte. Am 20. Juli 1866 musste die Stadt innerhalb von 24 Stunden 25 Millionen Gulden Kriegskontribution an Preußen zahlen, die Summe wurde später auf 30 Millionen erhöht. Die stolze Stadtrepublik wurde zur Provinzstadt degradiert; die Verwaltungssitze der neu geschaffenen preußischen Verwaltungseinheiten wurden in den ehemaligen Residenzstädten der ebenfalls besetzten Nachbarländer angesiedelt. Frankfurt wurde auf diese Weise Teil des Regierungsbezirks Wiesbaden innerhalb der Provinz Hessen-Nassau, deren Hauptstadt Kassel wurde. Der bis dahin regierende und in der Bevölkerung beliebte sogenannte Ältere Bürgermeister Karl Konstanz Viktor Fellner nahm sich das Leben.
Frankfurt bildete nunmehr zwar zusammen mit seinem Landgebiet einen eigenen Stadtkreis, doch war die Bevölkerung darüber nicht glücklich, denn mit der freien Stadtluft war es nun vorüber. Der Frankfurter Mundartdichter Friedrich Stoltze, ein kritischer Geist, floh 1866, nachdem er mehrere Male angeklagt und in Abwesenheit verurteilt worden war. Erst nach Bismarcks Rede (siehe unten) kehrte er zurück. Als dann ausgerechnet in der Nacht vor dem ersten Besuch des preußischen Königs Wilhelm I. am 15. August 1867 ein Großfeuer Turm und Dach des Doms zerstörte, wertete man dies als schlechtes Omen. Der Frankfurter Senator Speltz warnte und schrieb in seinen Aufzeichnungen noch einmal Zeilen aus einem alten Versgedicht aus den Anfängen der Frankfurter Geschichte:
Zu Frankfurt in dem Dom
Gibt man des Reiches Kron
Willst du mit List die Krone fahn
Wird Gott den ganzen Dom zerschlahn.
Die Bürger blieben skeptisch und begaben sich zum Feiern und zur freien Rede lieber nach dem nahen Heddernheim, das sie seit dieser Zeit ob der dort möglichen Freiheiten auch als Klaa Paris bezeichneten.
Die Auseinandersetzungen über die Vermögensteile Preußens und der Stadt am Vermögen der ehemaligen Freien Reichsstadt wurden nach langen Verhandlungen am 26. Februar 1869 mit der Unterzeichnung des Teilungsrezesses in Berlin beendet. Preußen zahlte zwei Millionen Gulden und aus der Privatschatulle König Wilhelms I. kam eine weitere Million hinzu. An Preußen kamen die Gerichte und Gefängnisse, ebenso wie die Münze und die Finanzverwaltung. Von der Infrastruktur übernahm Preußen den städtischen Eisenbahnbesitz, die Alte Brücke und die bedeutenden Straßen. Die Polizei wurde bis auf die Ordnungspolizei ebenfalls dem preußischen Staat unterstellt.

#### Frankfurt im Deutschen Kaiserreich
1871 wurde in Frankfurt durch Otto von Bismarck und Jules Favre ein Friedensvertrag geschlossen, der den Deutsch-Französischen Krieg von 1870/71 beendete. Der auch als Frankfurter Frieden bezeichnete am 10. Mai 1871 im Hotel zum Schwan im Steinweg beschlossene Vertrag ließ Bismarck bemerken: Ich wünsche von Herzen, daß der Friede von Frankfurt auch den Frieden für Frankfurt und den Frieden mit Frankfurt bringen werde.
Frankfurt dehnte sich auch mit Hilfe der französischen Reparationszahlungen nach allen Seiten aus. Von 1867 bis 1897 erfolgte der Bau einer systematischen Schwemmkanalisation. Einige Frankfurter wandten sich vermehrt kulturellen Themen zu. 1880 finanzierten sie ein neues Opernhaus, das die bisherigen Opernhäuser der Stadt in den Schatten stellt. Bei der Eröffnung am 20. Oktober mit Don Giovanni blieb der eingeladene Kaiser Wilhelm I. am Fuße der Treppe stehen und bemerkte ob des Prunks: „Das könnte ich mir in Berlin nicht erlauben.“ Auch der Palmengarten von 1868 und der Frankfurter Zoo waren rein privat finanziert. Im Palmengarten befand sich eine der ersten Kunsteisbahnen des europäischen Kontinents, nachdem zuvor schon der erste Schlittschuhlaufclub Deutschland gegründet worden war.
Auch verkehrstechnisch gab es zahlreiche Innovationen. Die am 18. Februar 1884, auf Bestreben eines Offenbacher Konsortiums, bestehend aus dem Kommerzienrat Weintraut, dem Bankier Weymann und dem Bankhaus Merzbach, eröffnete schmalspurige Strecke der Frankfurt-Offenbacher Trambahn-Gesellschaft (FOTG), von der Alten Brücke in Frankfurt-Sachsenhausen ausgehend, war die erste kommerziell betriebene öffentliche elektrische Straßenbahn in Deutschland. Die Strecke führte zunächst bis zum Buchrainplatz in Oberrad und ab 10. April bis zum Mathildenplatz in Offenbach. Die FOTG verwendete damals noch eine Spurweite von 1000 mm (Meterspur). Am gleichen Tag ging das von der FOTG betriebene für den Betrieb auf der Strecke nötige Kraftwerk in Betrieb. Dieses ermöglichte in Oberrad auch erstmals die Versorgung von Unternehmen und privaten Haushalten mit elektrischem Strom. Letztlich war diese Verbindung wegweisend für die kombinierte Aufgabe kommunaler Energieversorgungsunternehmen, die Elektrizitätswerke zur Stromerzeugung und elektrische Bahnen für den Öffentlichen Personennahverkehr betrieben.

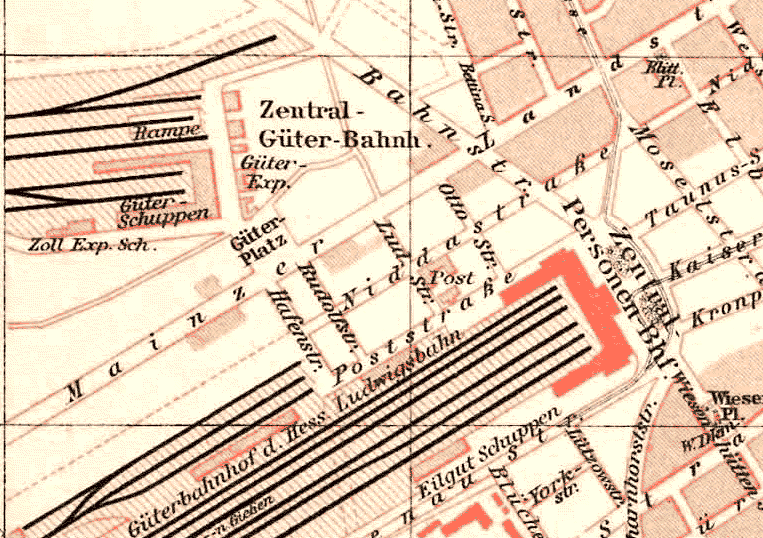
Stadtplan 1893: Hauptgüterbahnhof (oben) und Hauptbahnhof

Vier Jahre später, am 18. August 1888, folgte die Einweihung des Hauptbahnhofs, dem größten Bahnhof Europas. Zweieinhalb Wochen zuvor war bereits der Hauptgüterbahnhof eröffnet worden.
Zuvor hatte 1861 der Friedrichsdorfer Philipp Reis in Frankfurt mit der Erfindung des Fernsprechers überrascht. Das erste Telefonnetz mit 179 Teilnehmern wurde am 1. Dezember 1881 in Betrieb genommen.

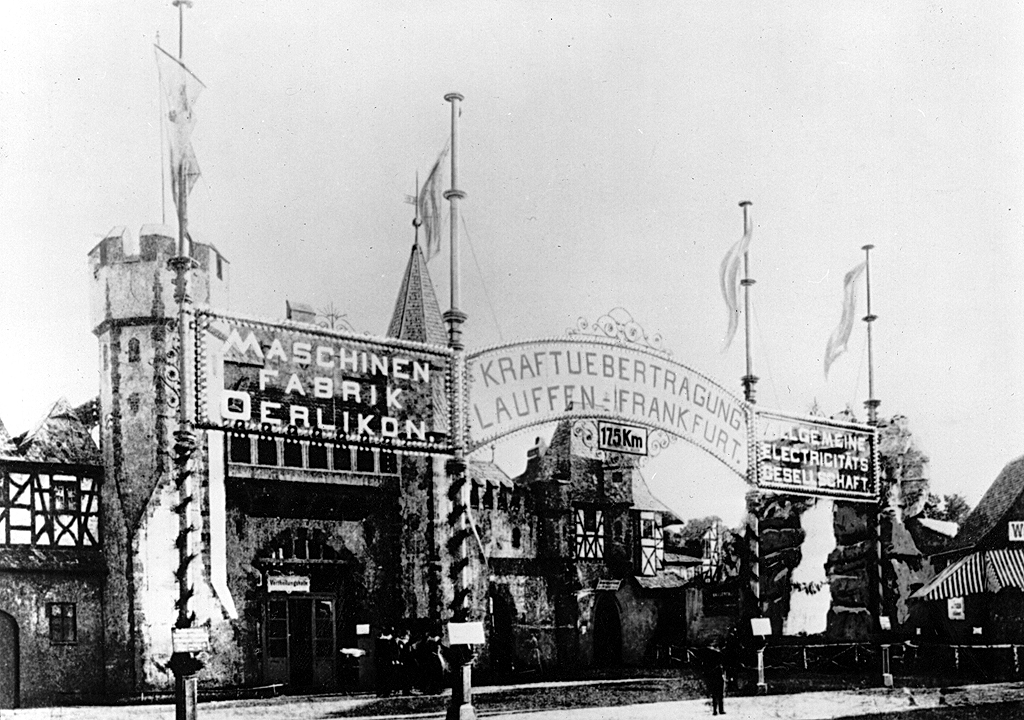
Die Internationale Elektrotechnische Ausstellung 1891. Eingangsportal mit 1000 Glühlampen und künstlicher Wasserfall (rechts hinten), versorgt vom Wasserkraftwerk in Lauffen am Neckar

1891 gelang auf der Internationalen Elektrotechnischen Ausstellung auf dem Areal der ehemaligen Westbahnhöfe die weltweit erste Fernübertragung von hochgespanntem Drehstrom vom 176 km entfernten Lauffen am Neckar und verhalf ihm so zum internationalen Durchbruch gegenüber dem Gleichstrom. Im Rahmen der Deutschen Patent- und Gebrauchsmuster-Ausstellung wurde 1882 für die Dauer von fast 3 Monaten eine Kunsteisbahn mit einer Fläche von 520 m² von betrieben, es war nach London und New York, die wohl dritte weltweit. Etwa 10 Jahre später wurde im Palmengarten eine permanente Eisbahn installiert.

#### Stadtwachstum in der Gründerzeit

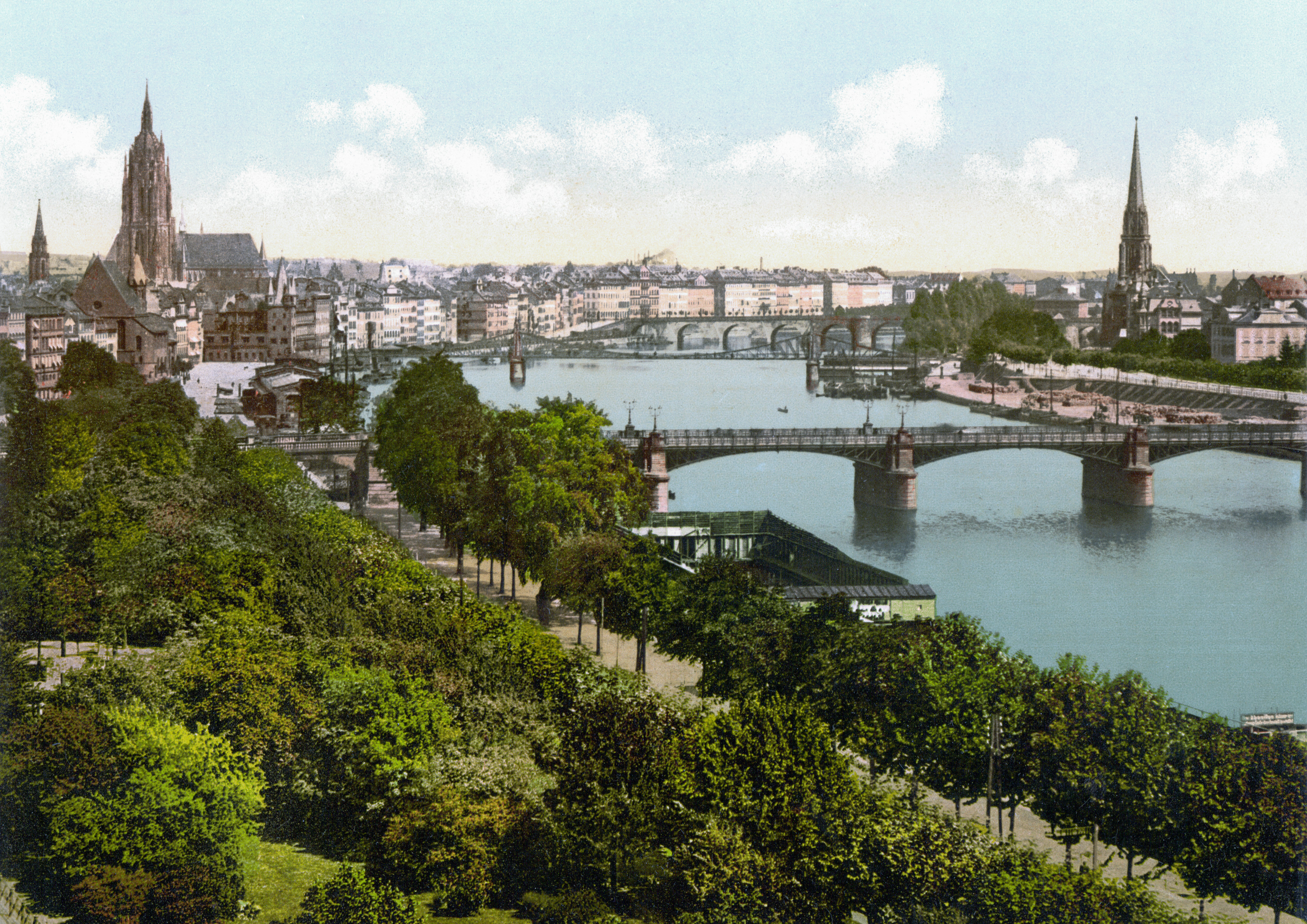
Mainufer um 1900

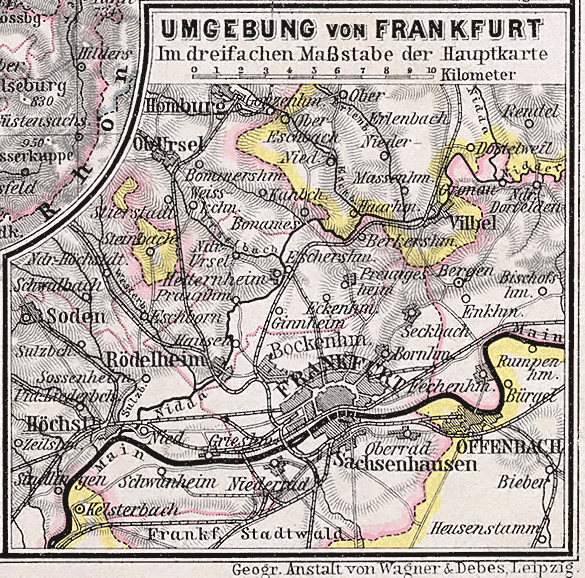
Frankfurt und sein Landkreis, 1905

Im ausgehenden 19. Jahrhundert, auch oft als Gründerzeit bezeichnet, ordneten und gestalteten die Frankfurter ihre Stadt neu. Aus Neustadt (1333) und Altstadt (1180) wurde die Innenstadt. In die Außenbezirke außerhalb der Wallanlagen, die noch zu Beginn des 19. Jahrhunderts nur dünn besiedelt waren, zogen immer mehr Bürger aus dem Frankfurter Kerngebiet. Radialstraßen und der Alleenring wurden gebaut, um die stark gewachsenen Außenbezirke, die nun Bahnhofsviertel, Westend, Nordend und Ostend hießen, untereinander zu verbinden und Hauptbahnhof sowie die neu eingemeindeten Stadtteile Bornheim (1877) und Bockenheim (1895) anzubinden. Weitere Gebiete wie die ehemalige Galgenwarte und das Gebiet um den Gutleuthof wurden erschlossen und bildeten die Stadtteile Gallusviertel und Gutleutviertel.
Es folgte 1900 die Eingemeindung der Gemeinden Seckbach, Oberrad und Niederrad des Landkreises Frankfurt. 1910 wurden die restlichen Gemeinden Berkersheim, Bonames, Eckenheim, Eschersheim, Ginnheim, Hausen, Heddernheim, Niederursel, Praunheim, Preungesheim und Rödelheim des Landkreises eingemeindet.
Zwischen 1871 und 1914 steigt die Einwohnerzahl von 90.000 auf fast 400.000. In diese Zeit fielen auch der Bau der Börse (1879), der Festhalle (1908), des Osthafens (1912), der Universität (1912) und des neuen Rathauses. All diese Bauten wurden von Zeitgenossen stilistisch kritisiert. 1909 wurde der Frankfurt-Cronberger-Künstler-Bund gegründet. 1912 wurde Max Bromme als Gartenbaudirektor angeworben, dieser verdoppelte binnen weniger Jahre die städtischen Grünanlagen.
Als die Universität, für deren Gründung sich Wilhelm Merton nachhaltig eingesetzt hatte, am 26. Oktober 1914 eröffnet wurde, hatte bereits der Erste Weltkrieg begonnen.

### Weimarer Republik

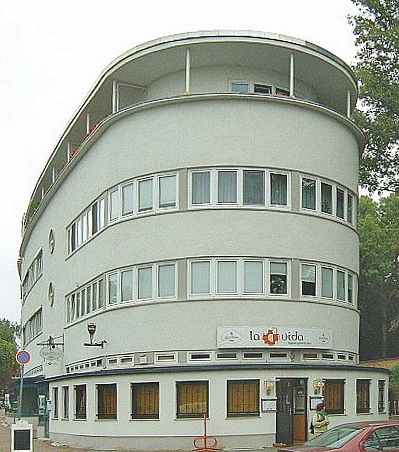
Gebäude von Ernst May in der Römerstadt

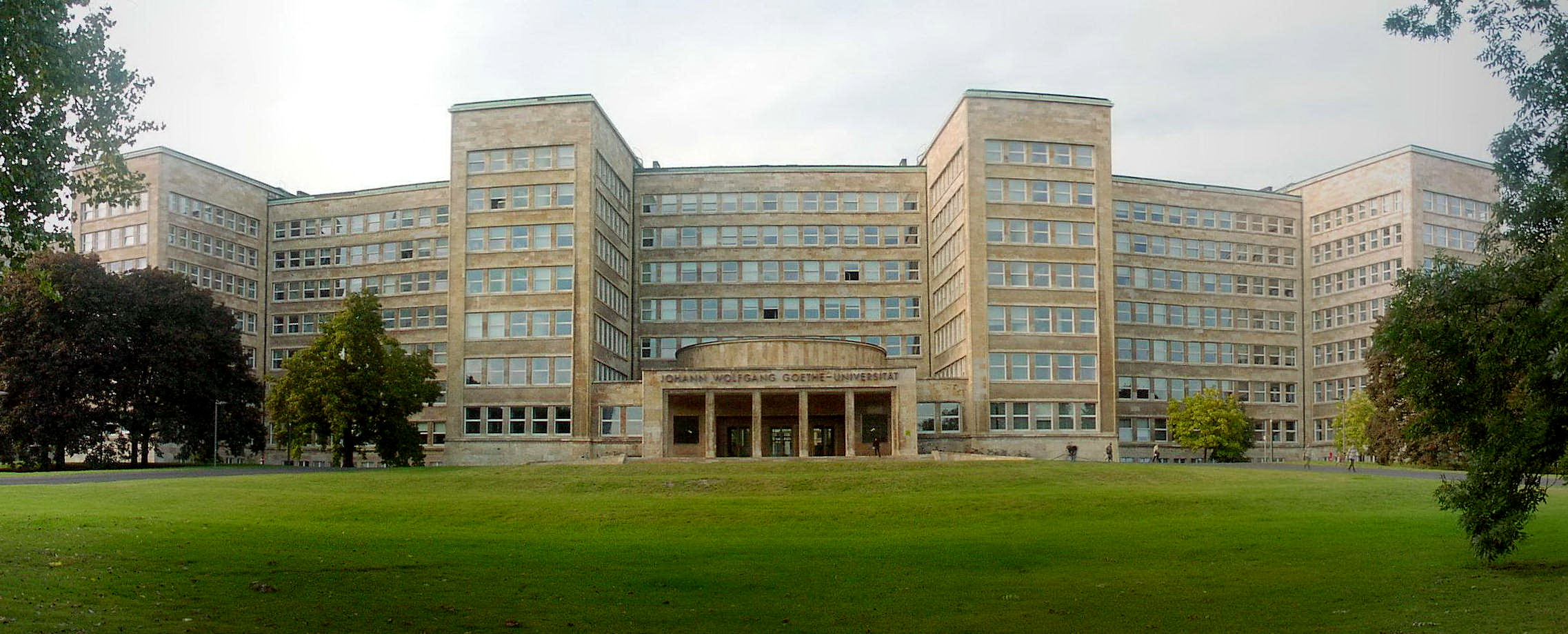
Das I.G.-Farben-Haus von Poelzig, innovativ durch die Krümmung.

In der Novemberrevolution übernahmen aus Kiel kommende Matrosen die Macht in der Stadt und bildeten, gemeinsam mit Vertretern der Arbeiter den Frankfurter Arbeiter- und Soldatenrat. Da Frankfurt nach dem Waffenstillstandsabkommen in der neutralen Zone lag, in der keine militärischen Operationen deutscher Truppen durchgeführt werden durften, konnte sich dieser Rat bis November 1919 halten.
Nach Ende des Ersten Weltkriegs wurden Frankfurt, Darmstadt und Hanau 1919–1920 kurzzeitig von französischen Truppen besetzt. 1928 wurden die ehemalige Stadt Höchst am Main und Teile des aufgelösten Landkreises Höchst sowie die ehemals zum Landkreis Hanau gehörende Gemeinde Fechenheim eingemeindet. 1925 wurde die Arbeiterolympiade im neuen Waldstadion abgehalten und die Radrennbahn und Kunsteisbahn Frankfurt eröffnet.
Am 2. Oktober 1924 wurde Ludwig Landmann zum Oberbürgermeister gewählt. Die Stadt hatte bereits viele Eingemeindungen hinter sich, hatte aber viele gesellschaftliche Probleme anzugehen, die aus der Inflation und der Verstädterung herrührten. Er beauftragte Ernst May, ein großes Städtebauprogramm zu leiten, das weltweit unter dem Namen Neues Frankfurt bekannt wurde. Von 1927 bis 1929 schuf er unter anderem die Siedlung Praunheim, die Siedlung Bornheimer Hang und die Römerstadt, welche als Gartenstadt angelegt wurde. Auch die Frankfurter Küche war eine Idee von May, die Ausarbeitung erfolgte jedoch durch Margarete Schütte-Lihotzky. Diese Küche gilt heute als Urtyp der modernen Einbauküche. Als Bestandteil des Projekts entstanden auch Schulen, das neue Gebäude des Palmengartens und als bekanntestes Bauwerk Frankfurts die neue Großmarkthalle am Osthafen als eines der flächenmäßig größten Gebäude seiner Zeit.
Oberbürgermeister Ludwig Landmann setzte auch auf die Verkehrsinfrastruktur. 1926 gründete er den Verein zum Bau einer Straße für den Kraftwagen-Schnellverkehr von Hamburg über Frankfurt a. M. nach Basel (HaFraBa e. V.), nachdem er von der italienischen Autostrada, einer Straße ausschließlich für Kraftfahrzeuge, erfahren hatte. Er war es auch, der Frankfurt nicht ausschließlich auf sich selbst bezogen sah, sondern im Wirtschaftsdezernat ein Konzept entwickeln ließ, das unter dem Arbeitstitel Der rhein-mainische Städtekranz und seine Zentrale Frankfurt am Main die Stadt als das Zentrum einer ganzen Region sah. Erst 70 Jahre später nahm diese Entwicklung langsam Formen an.
In der heutigen Wilhelm-Leuschner-Straße im Bahnhofsviertel wurde 1930 das Frankfurter Gewerkschaftshaus als erstes Hochhaus der Stadt erbaut. Mit neun Stockwerken erreicht das Gebäude eine Höhe von 31 Metern. 1931 wurde das I.G.-Farben-Haus als weiterer architektonischer Höhepunkt eröffnet. Die I.G. Farben war 1925 in Frankfurt gegründet worden.

### Die Zeit des Nationalsozialismus

#### Gleichschaltung
Nach der Kommunalwahl vom 12. März 1933, bei der die NSDAP 47,9 % der abgegebenen Stimmen erhielt, wurde der jüdische Oberbürgermeister Ludwig Landmann vom NSDAP-Mitglied Friedrich Krebs abgelöst. Dieser verfügte als Erstes die Entlassung aller Beamten und Angestellten jüdischer Herkunft aus Stadtverwaltung, Magistrat und den städtischen Gesellschaften. Eine Versammlung Frankfurter Kaufleute, die über die Boykotte jüdischer Händler beraten wollten, wurde aufgelöst, die Teilnehmer verhaftet und eingeschüchtert. Noch vor dem endgültigen Verbot der KPD wurden Kommunisten und in zunehmendem Maß auch Gewerkschafter und Sozialdemokraten verhaftet. Als das Untersuchungsgefängnis in der Hammelsgasse, das Polizeigefängnis in der Klapperfeldstraße und die Strafanstalt Preungesheim nicht mehr ausreichten, wurden „Wilde Konzentrationslager“ errichtet, so in der Mörfelder Landstraße, in der Klinger-Schule, in der Freimaurerloge am Mozartplatz, im Fechenheimer Gaswerk sowie in einer ehemaligen Perlenfabrik in der Ginnheimer Landstraße 40–42. Im Laufe des Jahres 1933 wurden jene, welche die Folterungen in diesen KZs überlebt hatten, in reguläre KZs verbracht, vor allem in das KZ Osthofen bei Worms und in das KZ auf dem Heuberg bei Stuttgart.
Am 23. September 1933 wurde mit dem Bau der ersten deutschen Reichsautobahn zwischen Frankfurt-Niederrad und Darmstadt begonnen. Die von den Nationalsozialisten wegen ihres hohen jüdischen Bevölkerungsanteils als Jerusalem am Main geschmähte Stadt bemühte sich um einen propagandatauglichen Ehrentitel und erhielt ihn: Das eigentlich eher in den Bereichen Handel und Verkehr aktive Frankfurt nannte sich nun Stadt des deutschen Handwerks.

#### Schreckensherrschaft

In der Reichskristallnacht abgebrannt: Hauptsynagoge Börnestraße, Photo von 1885 (Photochrom)

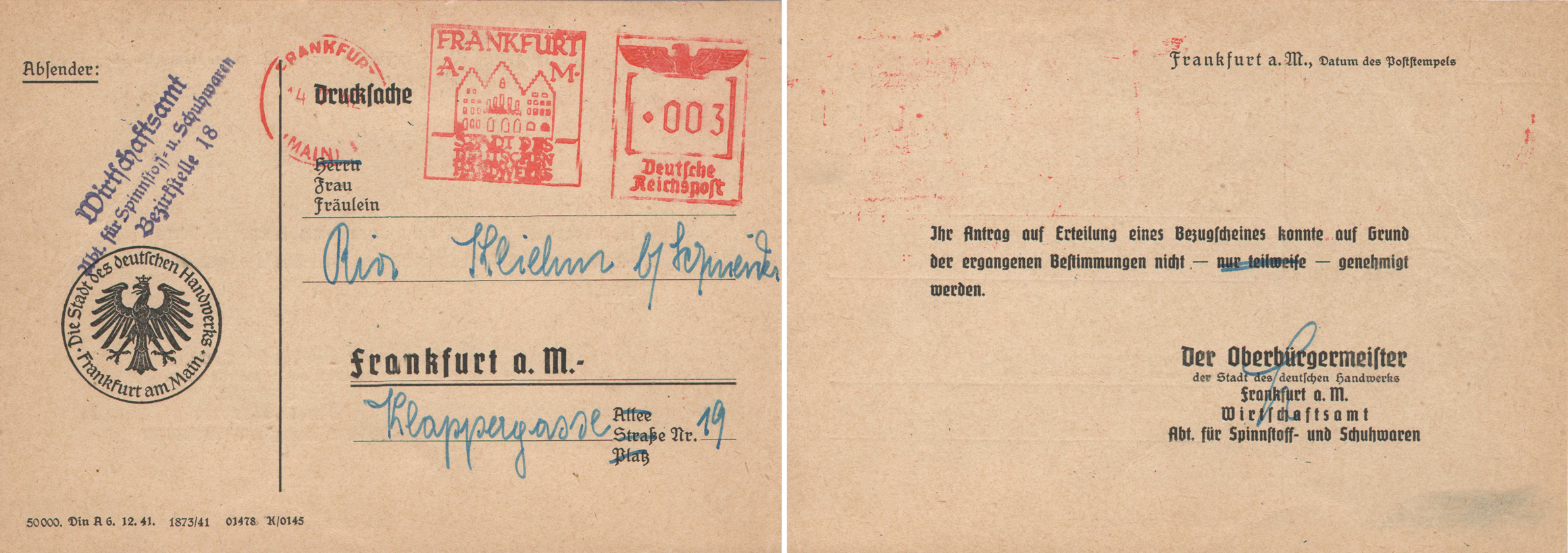
Bekleidung konnte nur mit amtlicher Genehmigung gekauft werden, Postkarte vom Februar 1942

Dem „wilden“ Terror von SA und SS im Verlauf der Machtergreifung 1933 folgte der Aufbau der Gestapo, die 1939 in eine eigene Zentrale in der Lindenstraße 27 zog, und eines Abschnittes des Geheimdienstes SD mit 12 Außenstellen. Noch 1933 wurde ein Sondergericht geschaffen, bei dessen Eröffnung Roland Freisler die Festrede hielt. Die Abteilung Zeitgenössische Kunst im Städel wurde 1937 geschlossen, die Bilder der Expressionisten beschlagnahmt und im Ausland versteigert. Die vergleichsweise wenigen Menschen, die sich gegen die Etablierung der NS-Herrschaft auflehnten, konnten nur wenig bewegen. Dennoch gab es auch in Frankfurt organisierte Gegenwehr. So wurde zum Beispiel 1933 über Franz Hering und andere die Widerstandszeitung „Der Rote Stoßtrupp“ in der Stadt verteilt und auch nachgedruckt.
1938 wurden während der Reichskristallnacht die Hauptsynagoge in der Börnestraße sowie alle anderen Synagogen und zahlreiche Gebetsstuben in der Stadt zerstört, ohne dass die Frankfurter Polizei eingriff. Geschäfte und Wohnungen jüdischer Frankfurter wurden verwüstet und geplündert und die männlichen wohlhabenden jüdischen Bewohner in Konzentrationslager (KZ Buchenwald und KZ Dachau) verschleppt, um sie zur Emigration zu nötigen und ihr Vermögen zu arisieren.
In der Dieselstraße entstand 1937 ein Deportationslager für Roma und Sinti. Der Keller der Frankfurter Großmarkthalle wurde für den Transport / die Deportation der Juden vom Bahnhof Großmarkthalle zur Ermordung in den Konzentrationslagern benutzt. Daten der großen NS-Judendeportationen mit Ganzen Zügen aus Frankfurt sind 19. Oktober 1941 (1. Transportzug), 11. November (2), 21. November (3), 8. Mai 1942 (4), 24. Mai (5), 11. Juni (6), 18. August (7), 1. September (8), 15. September (9), 24. September 1942 (10), 14. Februar 1945 (11). „Dazwischen“ gab es vom 11. März 1943 bis zum 25. Oktober 1944 immer wieder kleinere „Transporte“. Am 9. März 1943 gab es die Deportation von etwa 100 Sinti und Roma von Frankfurt aus ins Konzentrationslager Auschwitz-Birkenau. Organisiert wurden die Deportationen von Frankfurter Kripobeamten und Männern der SA-Standarte F/M, Sturmbann IV/63.
Auch Johanna Tesch (SPD), eine ehemalige Reichstagsabgeordnete, wurde verhaftet und starb 1945 im KZ Ravensbrück. Von den Mitte der 1920er Jahre in Frankfurt lebenden etwa 29.000 Juden gab es nach dem Krieg noch 140. Etwa 11.500 waren während des Holocaust ermordet worden, etwa 700 hatten vor der Deportation Suizid begangen. An die Opfer des Nationalsozialismus in Frankfurt erinnern über 1000 Stolpersteine und zahlreiche Gedenkstätten, u. a. an der Paulskirche, auf dem Hauptfriedhof, die Gedenkstätte Neuer Börneplatz neben dem alten Jüdischen Friedhof Battonnstraße.
Während des Krieges waren etwa 25.000 Gefangene als Zwangsarbeiterinnen und -er ständig in Frankfurt eingesetzt. In der ganzen Stadt gab es Zwangsarbeiterlager. KZ-Häftlinge des KZ Walldorf arbeiteten am Flughafen; in den Adlerwerken wurde 1944 das KZ-Außenlager Frankfurt am Main eingerichtet und in Heddernheim bestand das Arbeitserziehungslager Heddernheim, das eine besondere Strafform darstellte. Daneben gab es zahlreiche Zivilarbeiterlager und Kriegsgefangenenlager unter der Regie von Deutscher Arbeitsfront bzw. Wehrmacht.

#### Bombenkrieg

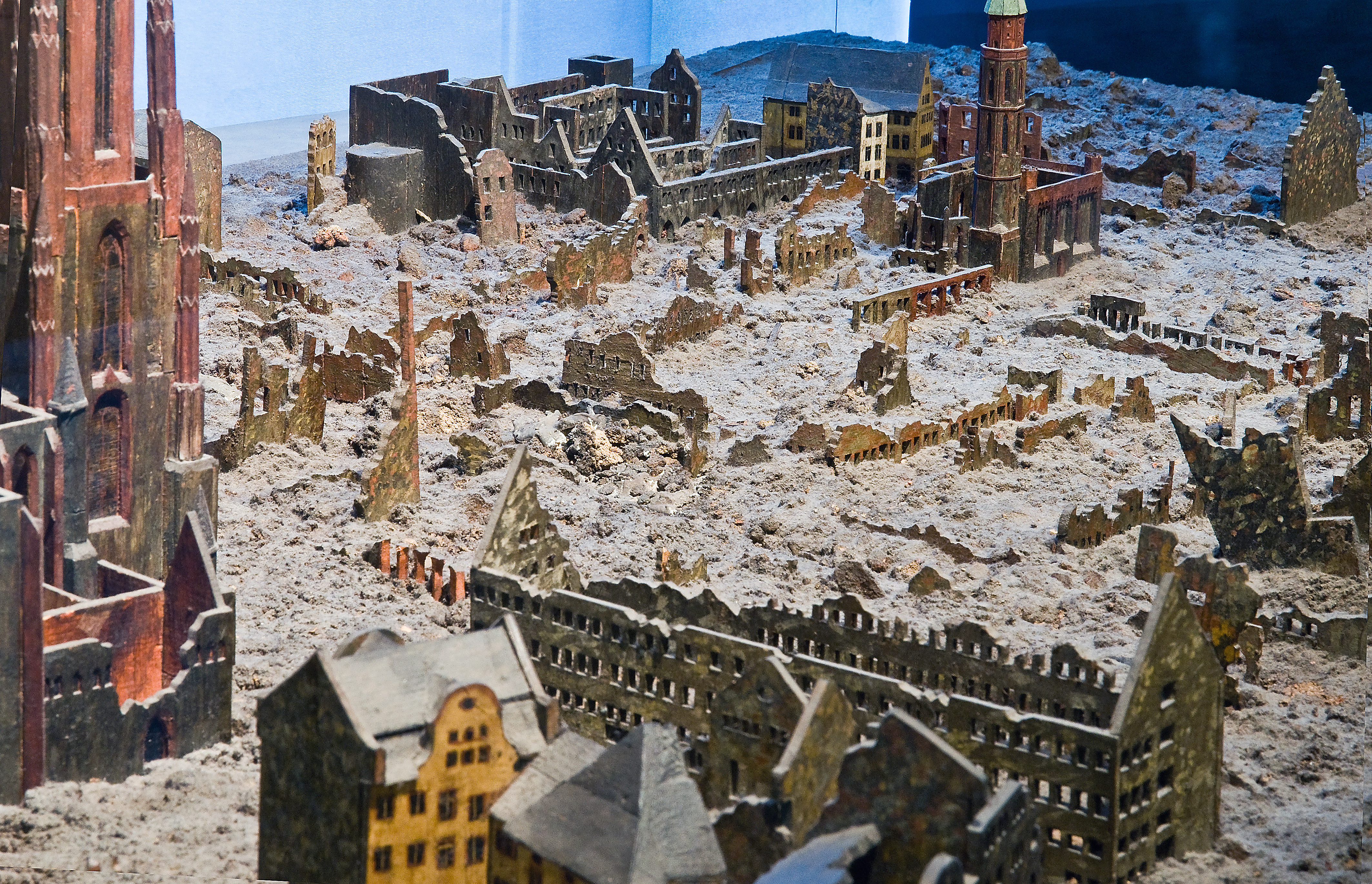
Nach dem Zweiten Weltkrieg: nur eine Handvoll Gebäude der Altstadt waren un- oder nur leicht beschädigt (Trümmermodell aus dem Historischen Museum)

Im Zweiten Weltkrieg wurde mit dem Bau von Bunkeranlagen begonnen, die noch heute im Stadtbild zu finden sind. Durch zahlreiche Luftangriffe der Alliierten wurden große Teile der Innenstadt durch Fliegerbomben zerstört. Am 22. März 1944 vernichtete ein Angriff der Royal Air Force (RAF) die gesamte gotische Altstadt – 1001 Menschen starben. Auch der Frankfurter Osthafen – ein wichtiger Umschlagplatz für Massengüter mit eigenem Gleisanschluss – wurde weitgehend zerstört.
Im März 1945 zogen amerikanische Truppen über die Wilhelmsbrücke (heute: Friedensbrücke) in die Stadt ein. Im Krieg kamen mehr als 4.800 Zivilpersonen und 12.700 Soldaten aus Frankfurt ums Leben; die Hälfte der Wohngebäude (90.000) waren zerstört. Das US-Hauptquartier wurde von Reims nach Frankfurt verlegt und zog in das I.G.-Farben-Haus (heute Poelzig-Bau).

### Nach dem Zweiten Weltkrieg

#### Aufstieg zur Metropole Westdeutschlands

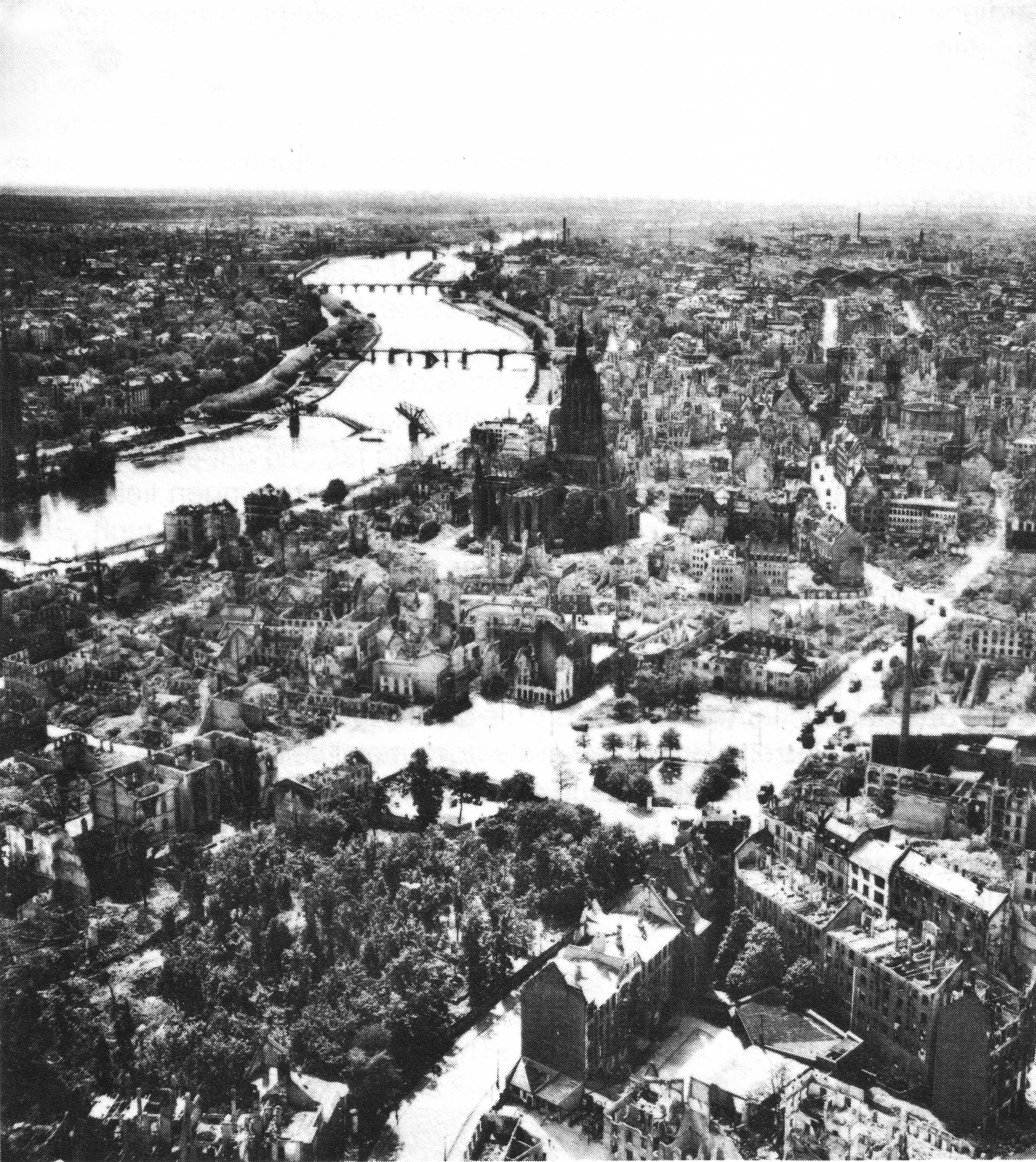
1945: Frankfurt in Trümmern,
(Luftbild der USAAF)

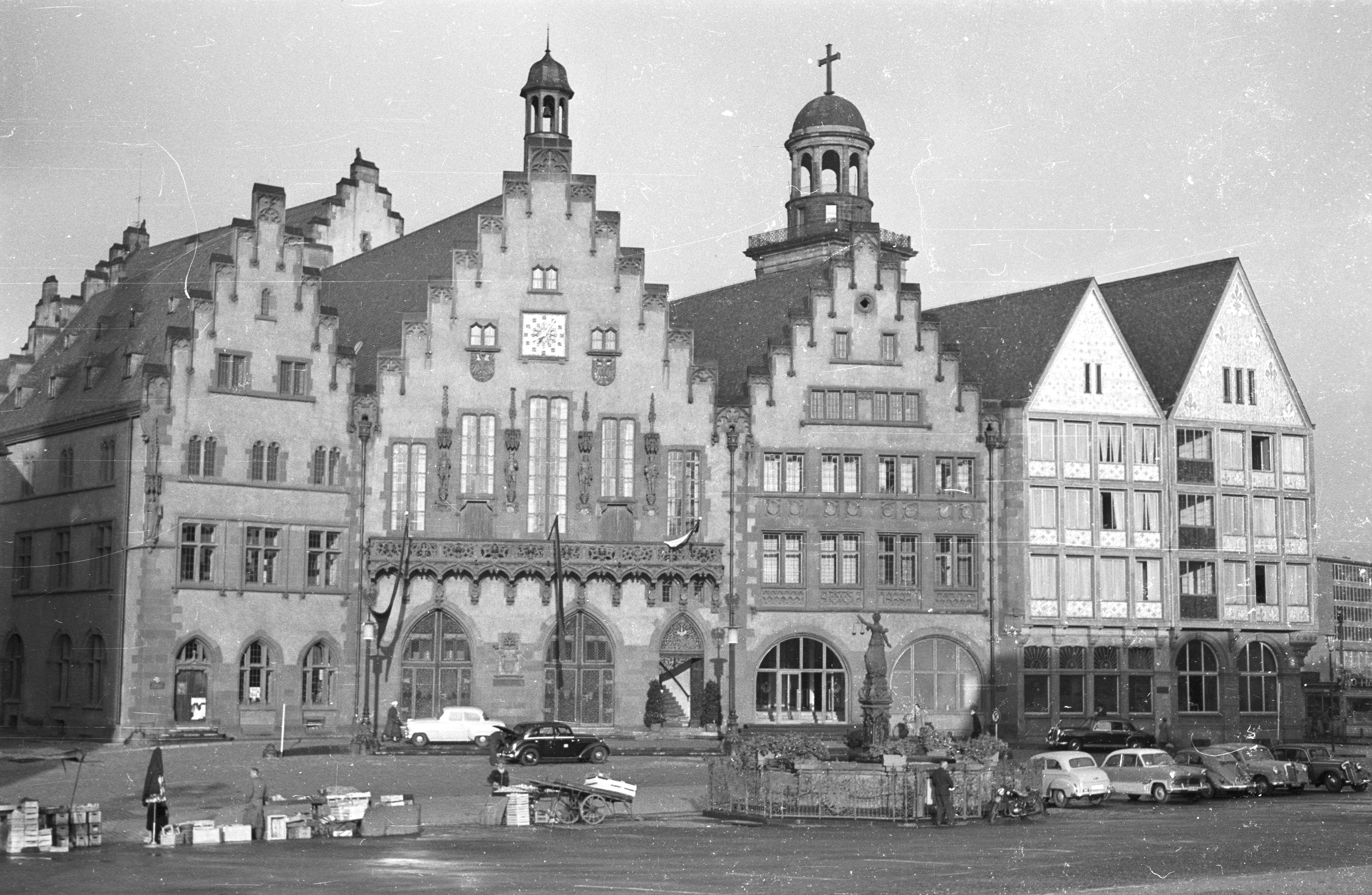
Römer in den 1950er-Jahren

Die schwer zerstörte Stadt entschied sich im damaligen Geist der Stadtplanung zu einem modernen Wiederaufbau des historischen Stadtkerns unter weitgehender Beibehaltung des alten Straßennetzes.
1946 wurde Frankfurt Teil des neu gegründeten Bundeslandes Hessen. Die ehemalige Stadtrepublik war erst seit 1866 widerwillig Teil eines Flächenstaats und hatte zuvor nie zu Hessen gehört. Konsequenterweise bewarb sich Frankfurt auch nicht um den Sitz der Landesregierung (die dann nach Wiesbaden zog).

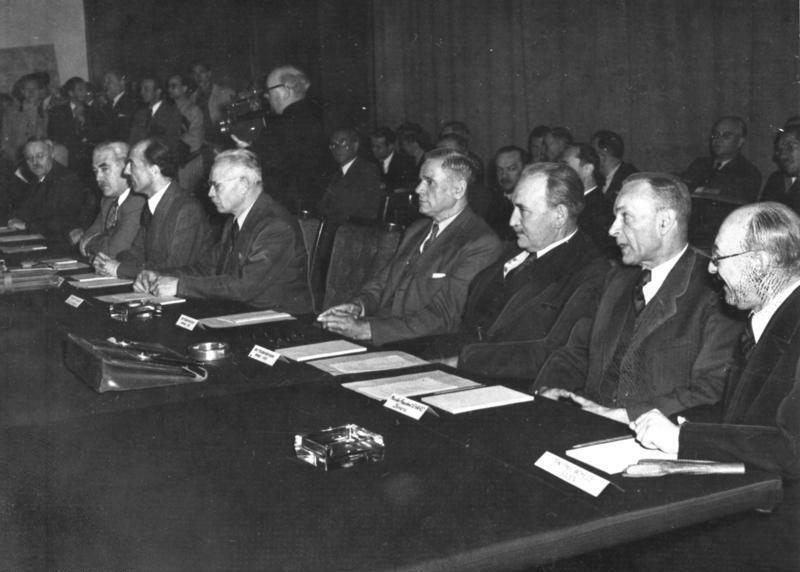
Frankfurter Konferenz am 1. Juli 1948: Im Hauptquartier der amerikanischen Besatzungstruppen in Frankfurt trafen die drei Militärgouverneure der Westzonen mit den elf Ministerpräsidenten der Länder zusammen, um ihnen ihren Plan für eine deutsche Separateinigung vorzulegen. Am Konferenztisch sitzend v. l. n. r.: Reinhold Maier, Hinrich Wilhelm Kopf, Karl Arnold, Christian Stock, Max Brauer, Wilhelm Kaisen, Hans Ehard, Leo Wohleb

Die amerikanischen Streitkräfte, die das vormalige I.G.-Farben-Haus zu ihrem europäischen Hauptquartier gemacht hatten, favorisierten die sich in dieser Zeit auch wieder im Geist der Paulskirche  gerierende Stadt (am Jahrestag 18. Mai 1948 wurde eine Gedenkfeier abgehalten) ebenfalls als potentiellen Hauptstadtsitz. Später wurde die Stadt zunächst der Hauptverwaltungssitz der Trizone. Dadurch wurde Frankfurt tatsächlich aussichtsreichste Kandidatin für die Wahl zur Bundeshauptstadt. Man baute sogar schon einen Plenarsaal, der heute als Sendesaal des Hessischen Rundfunks dient. Nach einer äußerst knappen Entscheidung, bei der die SPD-Abgeordneten mehrheitlich für Frankfurt und die CDU-Abgeordneten zum größten Teil für das von Konrad Adenauer favorisierte Bonn stimmten, wurde letztendlich die Stadt am Rhein gewählt (Siehe dazu auch: Hauptstadtfrage der Bundesrepublik Deutschland). Die Enttäuschung war auch in der Bevölkerung groß, doch der Bürgermeister sah nach vorn und kommentierte schließlich die Niederlage mit den Worten: „Damit wird Frankfurt bald wieder im deutschen und internationalen Wirtschaftsleben seine führende Stellung einnehmen. Die günstige Verkehrslage und der hier vorhandene modernste Flugplatz Europas, der ein Tor zur Welt darstellt, werden zur Erreichung dieses Ziels beitragen.“
Durch den Ausfall des geteilten und von Westdeutschland aus schwer erreichbaren Berlin aus der deutschen Städtekonkurrenz und durch seine zentrale Lage im westdeutschen Teilstaat übernahm Frankfurt zahlreiche Metropolfunktionen, die zuvor in Berlin (und Leipzig) angesiedelt waren, vor allem als Finanzplatz und Unternehmensstandort sowie als Verkehrsknoten. Die Rolle Bonns als Regierungssitz vermochte dem bereits ohnehin dezentral organisierten Großraum Rhein-Ruhr (hierbei vordererst die Städte Köln und Düsseldorf) keinen nennenswerten Zugewinn einer „Hauptstadtsrolle“ im nationalen Städtesystem einzubringen; insbesondere den Städten Frankfurt, Hamburg und München wurde durch das damals entstandene Raumordnungsgesetz die Möglichkeit gegeben, sich von regionalen Großstädten zu internationalen Metropolen zu entwickeln.

#### Politik
Internationale Beachtung fanden zwischen 1963 und 1966 die Auschwitzprozesse, die im neuen Bürgergemeinschaftshaus Gallus stattfanden.
John F. Kennedy besuchte 1963 Deutschland und sprach am 25. Juni in der Frankfurter Paulskirche. Seine Worte (mit dem Hintergrund der überstandenen Kubakrise zu betrachten), die in dem Fazit mündeten: „Niemand soll von dieser unserer atlantischen Generation sagen, wir hätten Ideale und Visionen der Vergangenheit, Zielstreben und Entschlossenheit, unseren Gegnern überlassen.“ sind wie die vieler anderer Redner in einem Relief in der Außenmauer verewigt. Er trug sich ins Goldene Buch der Stadt ein, ebenso wie nach ihm auch Jimmy Carter, der Dalai Lama, Michail Gorbatschow und Jassir Arafat, um nur einige zu nennen.
Die Studentenproteste Mitte bis Ende der 1960er Jahre führten auch in Frankfurt zu vehementen Auseinandersetzungen und Straßenkämpfen. Aus Protest gegen den Vietnamkrieg wurden in der Nacht zum 3. April 1968 von Andreas Baader, Gudrun Ensslin, Thorwald Proll und Horst Söhnlein auf der Zeil zwei Kaufhäuser angezündet, am 21. April sprach Andreas Papandreou auf Einladung des DGB in der Festhalle.
Die multikulturelle Gesellschaft ist in Frankfurt mittlerweile Realität geworden. 200.000 Einwohner, das sind fast ein Drittel der 650.000 Menschen in der Mainstadt, kommen im Jahre 2004 nicht aus Deutschland, sondern aus 180 verschiedenen Ländern der Erde. Damit weist Frankfurt einen der höchsten Anteile an Einwanderern bzw. Bürgern mit Migrationshintergrund in Deutschland auf.

#### Wirtschaft
Die Messe Frankfurt konnte ihren seit Beginn des Jahrhunderts andauernden Niedergang beenden und sich zum wichtigsten Messeplatz in Europa entwickeln. So fand die deutsche Buchmesse nach dem Krieg nicht mehr in Leipzig, sondern in Frankfurt am Main statt, die weiterhin ausgerichtete Leipziger Buchmesse konnte erst nach der Wiedervereinigung wieder über Ostdeutschland hinausgehende Bedeutung erlangen. Heute findet die Frankfurter Buchmesse jedes Jahr im Herbst statt, die Leipziger im Frühjahr. Die zweijährlich im September abgehaltene Automobilmesse IAA fand bis 2019 hier statt und war eine weltweit bedeutende Ausstellung und Publikumsmagnet. Bis 2010 hatte zudem der Verband der Automobilindustrie seinen Sitz in Frankfurt.
Der Handel mit Pelzen und die Herstellung von Mänteln waren über viele Jahrhunderte ein weltweit bedeutender Wirtschaftszweig, der stark von Griechen und Juden geprägt war. Ein wichtiges Zentrum der Branche war bis in die späten 1940er Jahre das Pelzhandelszentrum Leipziger Brühl, anschließend das Pelzhandelszentrum Niddastraße. In Frankfurt fand auch die wichtige Pelzmesse statt. Durch den Protest von Umweltschützern und Linken (Pelze galten nach wie vor als Statusobjekt) setzte in den 1980er Jahren ein rapider Niedergang ein, der tausende kleine Familienbetriebe in den Ruin trieb.
In den 1990er Jahren setzte ein Niedergang vieler Frankfurter Konzerne ein, was teilweise zu massiven Arbeitsplatzeinbussen führte, die jedoch von anderen Branchen aufgefangen wurden. In jener Zeit schlossen oder verloren ihre Selbstständigkeit u. a. die Metallgesellschaft, Lurgi, AEG, Hartmann & Braun, Hoechst, Philipp Holzmann, VDO Automotive (1991 zu Mannesmann).
Die Bank deutscher Länder (1948) und ihre Nachfolgerin, die Deutsche Bundesbank (1957) nahmen ihren Sitz in Frankfurt, in ihrer Folge auch die meisten deutschen Großbanken. Seit 1956 ist die Frankfurter Wertpapierbörse zweitwichtigster Handelsplatz in Europa. 1962 wurde das Zürich-Haus auch mit seinem zweiten Gebäude fertiggestellt, dessen Turm 1960 als erster richtiger Wolkenkratzer der Stadt. Zahlreiche weitere sollten ihm folgen.

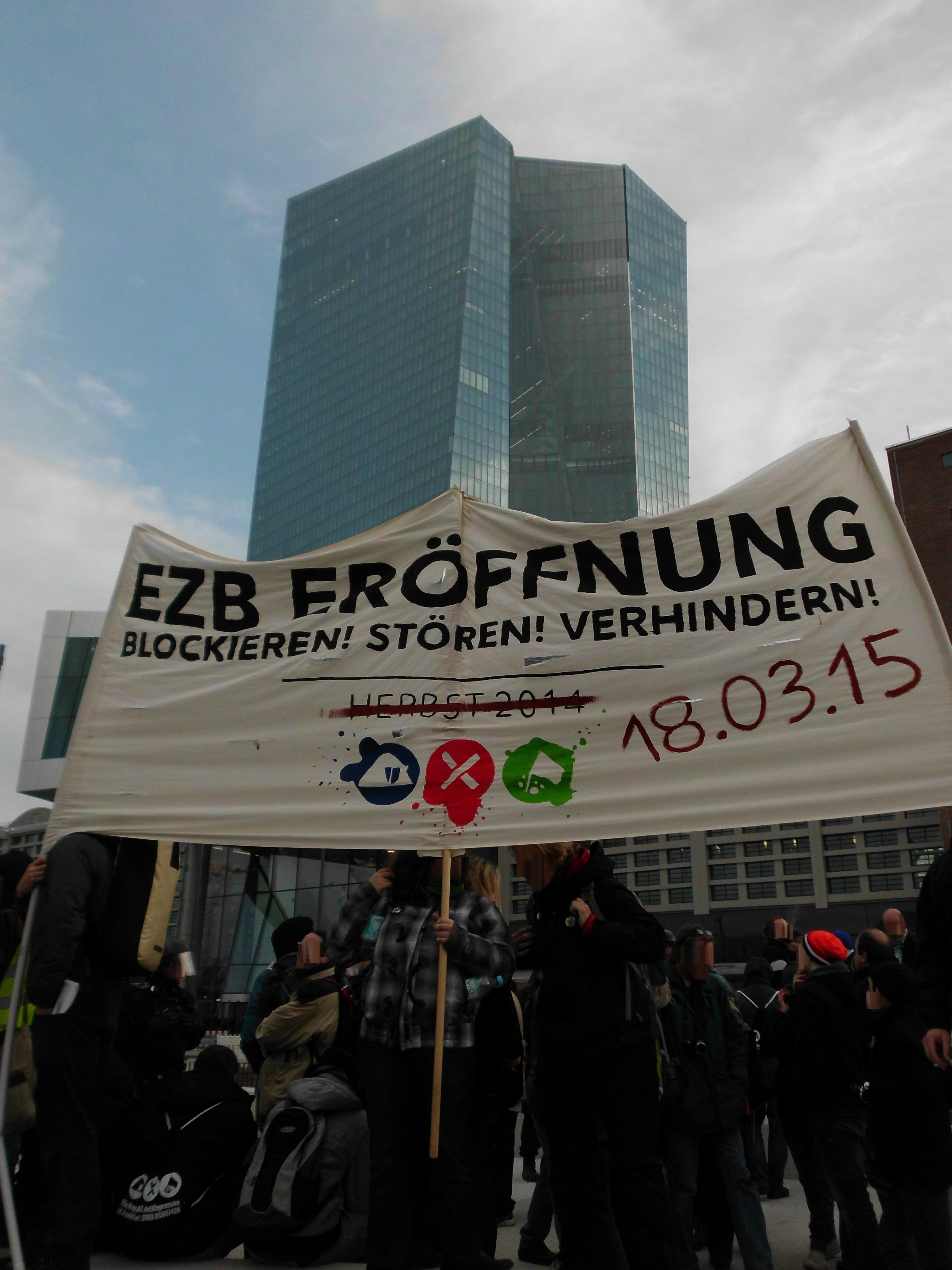
Demonstration vor der EZB im Herbst 2014.

Frankfurt wurde Sitz des Europäischen Währungsinstituts und 1998 von dessen Nachfolgerin, der Europäischen Zentralbank (EZB). Von 1998 bis 2014 war der Frankfurter Eurotower Sitz der Europäischen Zentralbank. Im November 2014 wurde der Sitz in den Neubau der Europäischen Zentralbank verlegt. Dieser wurde am 18. März 2015 unter Protesten nach vier Jahren Bauzeit im Frankfurter Stadtteil Ostend eröffnet. Für die Kinder der dort beschäftigten Mitarbeiter hatte man schon 2002 die neu erbaute Europäische Schule bezogen. Im Jahre 2004 existierten in der oft auch als Bankfurt kolportierten Stadt am Main 337 Kreditinstitute inklusive Wertpapierhandelsbanken, davon allein 199 ausländische Institute, mit insgesamt 76.700 Beschäftigten. Auch die Zahl von 3300 Werbeagenturen und 510 PR-Agenturen sowie über 1800 Unternehmensberatungsfirmen zeugten bereits damals von der Bedeutung der Finanzhauptstadt Deutschlands.

#### Verkehr

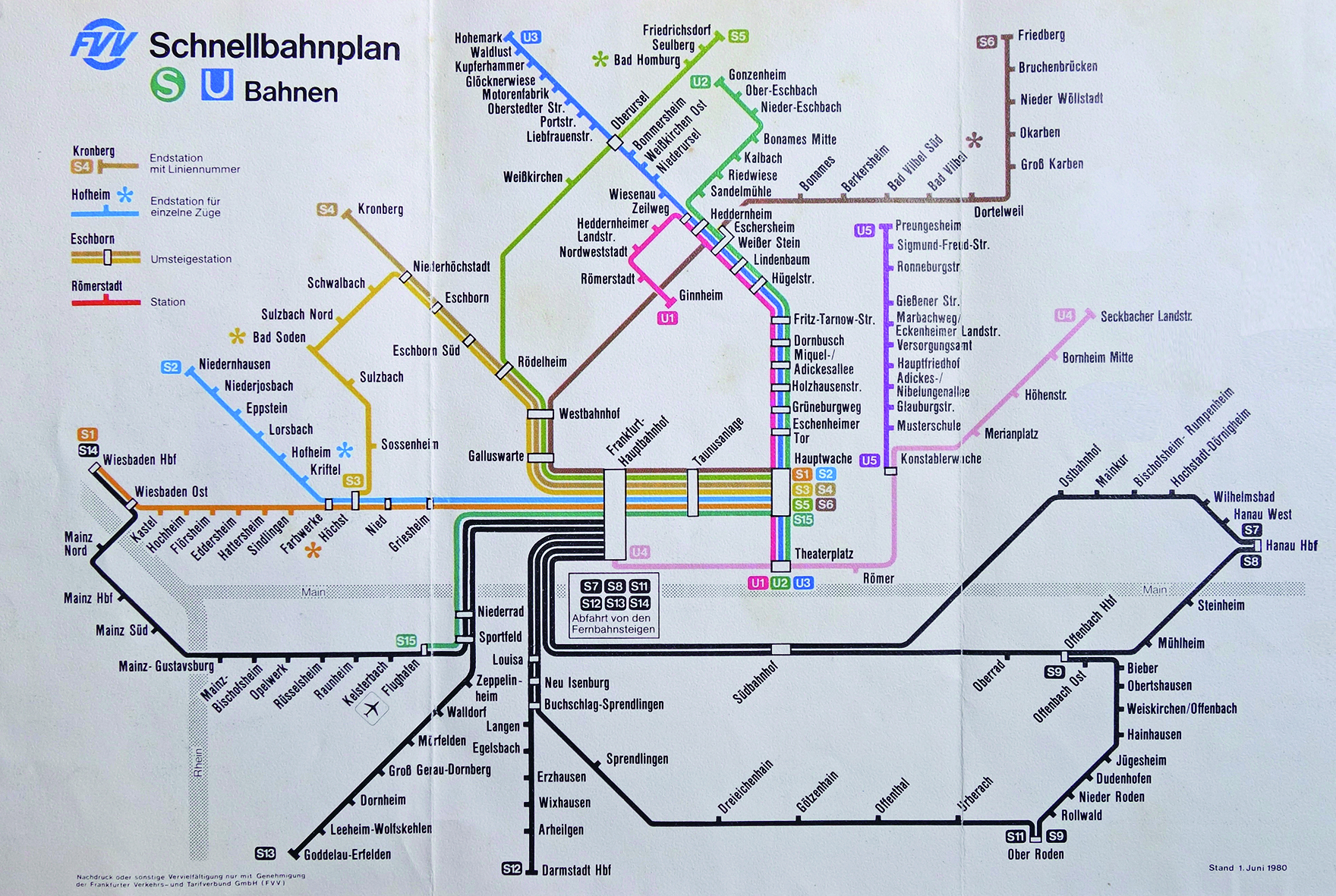
S-Bahn- und U-Bahn-Netz von 1980 auf einem FVV-Faltblatt (inklusive sogenannter S-Bahn-Linien)

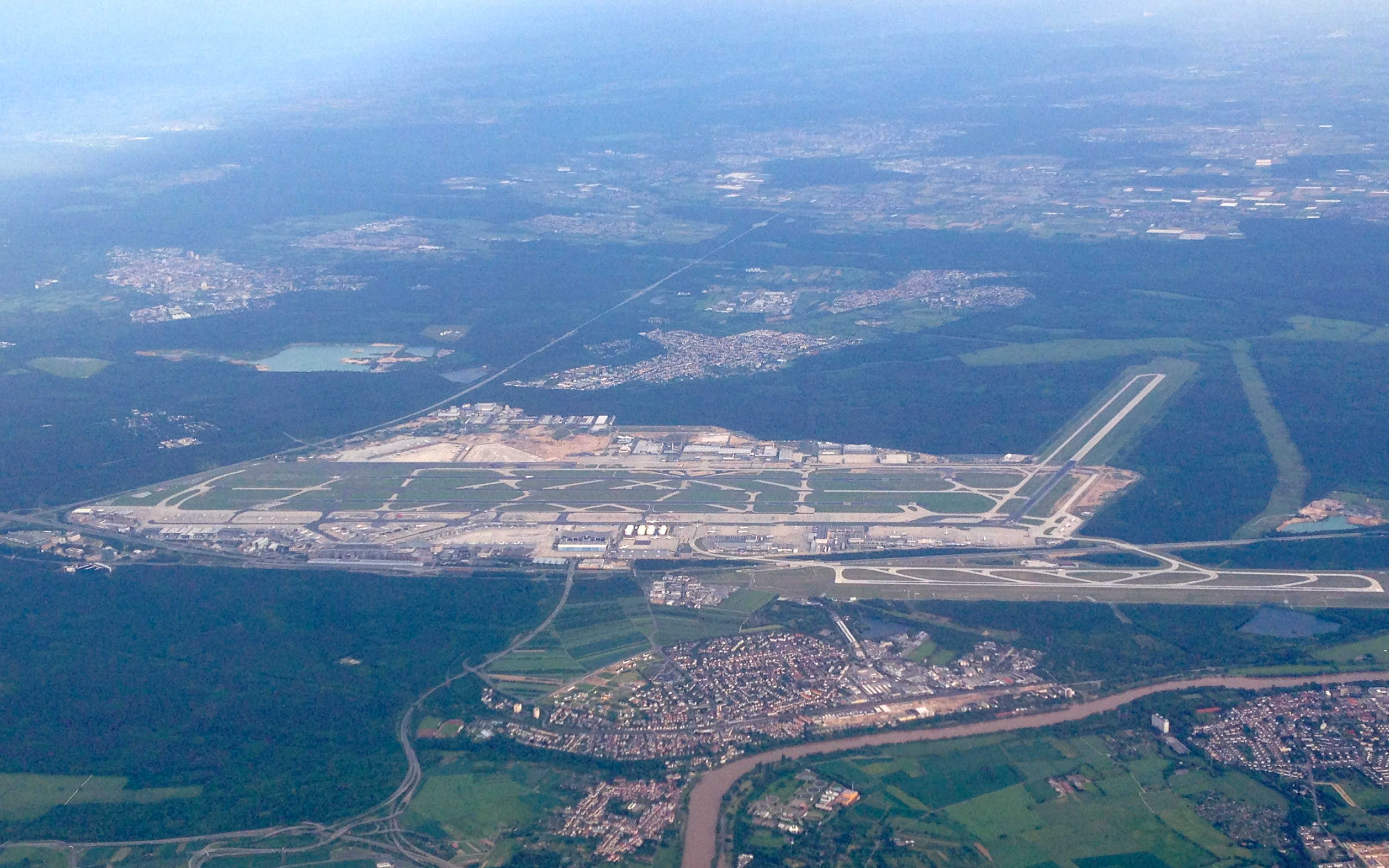
Frankfurter Flughafen, einer der wichtigsten in Europa (2013)

Um der zunehmenden Verkehrsbelastung aus dem Weg zu gehen, beschloss die Stadtverordnetenversammlung
den Bau einer U-Bahn, deren erste Strecke am 4. Oktober 1968 in Betrieb ging. Zehn Jahre später nahm die Frankfurter S-Bahn ihren Betrieb auf. Am Hauptbahnhof, der Hauptwache und der Konstablerwache entstanden große unterirdische Verkehrsknoten. Seit den 1980er Jahren immer wieder diskutierte Planungen, den Hauptbahnhof von einem Kopfbahnhof zu einem unterirdischen Durchgangsbahnhof umzubauen (Projekte wie Querdenken, TU Darmstadt, 1880er Jahre oder Frankfurt 21 Ende der 1990er) wurden nicht weiterverfolgt. 1972 eröffnete das neue, große Terminal am Flughafen (heute Terminal 1).

#### Stadt und Region
Planungen für eine nach Berliner Vorbild in Stadtbezirke gegliederte Regionalstadt Frankfurt mit knapp 2 Millionen Einwohnern scheiterten am Widerstand der Umlandgemeinden und der Unentschlossenheit der Landesregierung. Zur Lösung gemeinsamer Aufgaben von Stadt und Vorortgemeinden entstand stattdessen 1975 der Umlandverband Frankfurt (UVF), dem 43 Gemeinden angehörten. Bei der Hessischen Gebietsreform 1972–1977 wuchs Frankfurt nur geringfügig, vier Dörfer und eine Kleinstadt im Nordosten der Stadt werden eingemeindet. Wie in allen Stadtregionen der westlichen Welt verlagern sich auch in Frankfurt seit den 1960er Jahren Wohnfunktion und wirtschaftliche Aktivitäten immer mehr in Umlandgemeinden.
Durch das Hessische Ballungsraumgesetz wurde der Umlandverband 2001 aufgelöst und durch einen auf reine Planungstätigkeit reduzierten Planungsverband ersetzt.

#### Kultur

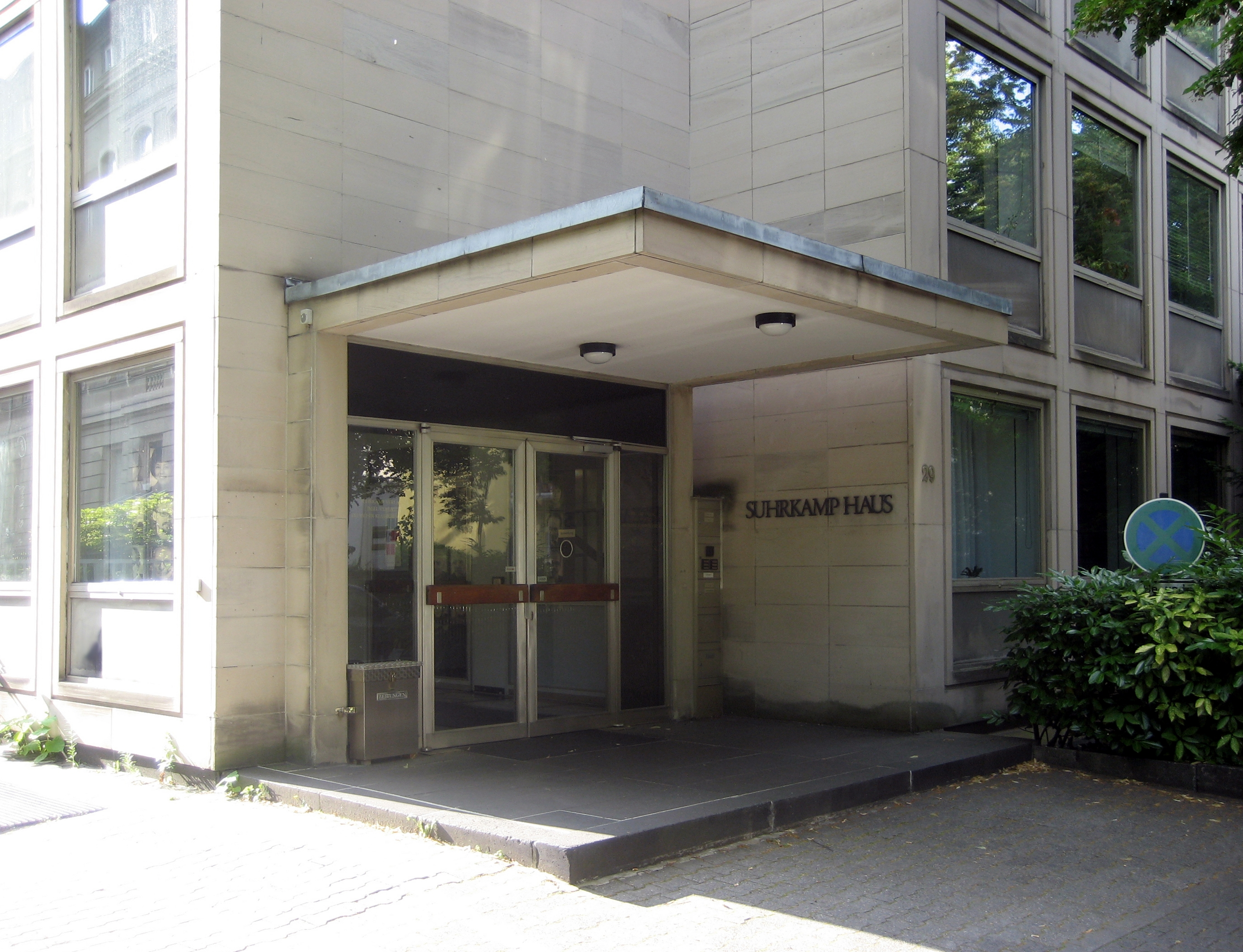
„Der Suhrkamp Verlag verlegt keine Bücher, sondern Autoren“ war das Motto des Suhrkamp-Verlags, der wie kein anderer für die Verlagskultur der Stadt stand. Nach dem Umzug nach Berlin wurde 2011 das Gebäude abgerissen

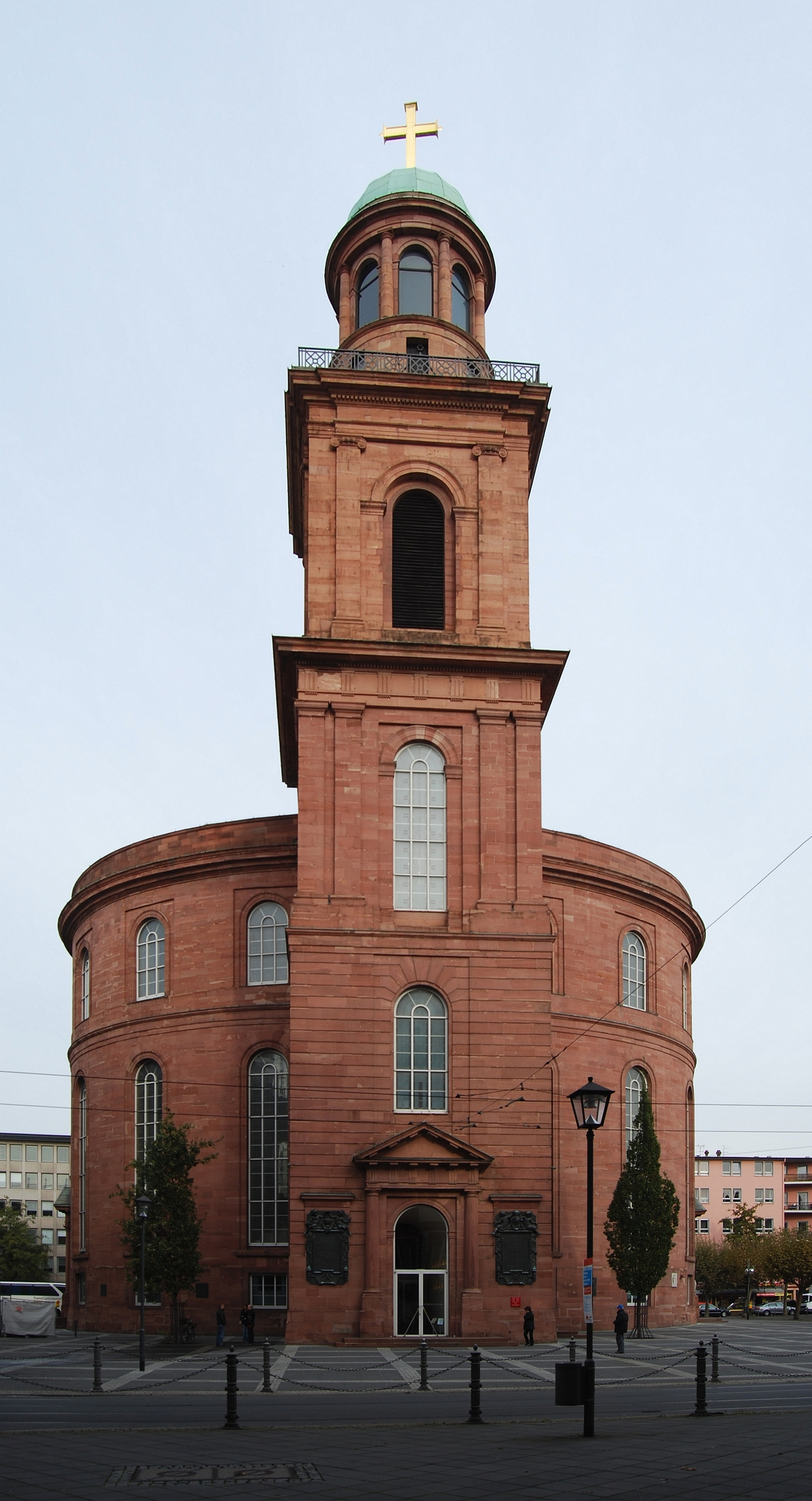
Die Paulskirche ist noch heute ein Kultursymbol für die Freiheit

Wie in der Gründerzeit sind es in Frankfurt weniger der Magistrat mit seiner Kulturabteilung, als wieder Mäzene, Bürger und inzwischen Bürgerinitiativen, die für die Kultur in Frankfurt verantwortlich zeigen und zahlreiche Projekte durch finanzielle Mittel unterstützten oder aber erst durch Spendensammlungen ermöglichten.
Die Deutsche Bibliothek, heute Teil der Deutschen Nationalbibliothek (DNB), wurde 1947 in Frankfurt angesiedelt und 1952 auch mit Mitteln des Börsenverein des Deutschen Buchhandels als Stiftung etabliert. Der international bedeutende Friedenspreis des Deutschen Buchhandels wird seit 1950 jährlich, anlässlich der Frankfurter Buchmesse von jenem Verein in der Paulskirche an Persönlichkeiten verliehen. Am 21. April 1954 gründete sich der Landesfeuerwehrverband Hessen in Frankfurt.
Am Sachsenhäuser Mainufer entstand in den 1980er Jahren neben dem bestehenden Städel und dem Liebieghaus eine Folge bedeutender Museen (Museumsufer); international bekannt ist zum Beispiel das Deutsche Architekturmuseum (DAM), das Filmmuseum, das Museum für Kunsthandwerk, das Museum der Weltkulturen, das Museum für angewandte Kunst und das Museum für Kommunikation. Die Ausstellungshalle Schirn und der neue Portikus kamen in jüngster Zeit hinzu. Anstelle des nur geringfügig kriegszerstörten Schauspielhauses entstand Anfang der 1960er Jahre eine moderne Theaterdoppelanlage für Oper und Schauspiel. Die Ruine der Alten Oper wurde nach Intervention einer Bürgerinitiative wiederaufgebaut, die durch Spendensammlungen die von Bürgermeister Rudi Arndt (Beiname Dynamit-Rudi) angeregte Sprengung der Ruine verhinderte; seit der Eröffnung 1982 dient sie als Konzerthaus. 1972 taufte Rudi Arndt das 14. im Zoo geborene Flusspferd auf den Namen Dynamit. Das 2004 geschlossene Theater am Turm gehörte zu den bekanntesten Avantgarde-Bühnen in Deutschland. Das Varieté Tigerpalast und die Entwicklung der Techno-Kultur entstanden in Privatinitiative. 2007 wurden die Meditationskirche Heilig-Kreuz – Zentrum für christliche Meditation und Spiritualität als Profilkirche vom Bistum Limburg in der Heilig-Kreuz-Kirche in Bornheim und das Fachzentrum Trauerseelsorge des Bistums Limburg in der Kirche St. Michael im Nordend gegründet.

#### Finanzmetropole
Frankfurt war in der zweiten Hälfte des 20. Jahrhunderts der wichtigste Finanzplatz in Deutschland und nach London der zweite in Europa. Seit Beginn des 21. Jahrhunderts wurde die Zukunft des Finanzplatzes jedoch gelegentlich auch mit Sorge gesehen: Wichtige Akteure galten als Übernahme- oder Fusionskandidaten (etwa die Deutsche Börse AG oder die Commerzbank AG) oder wurden, wie die Dresdner Bank AG, bereits durch auswärtige Konzerne übernommen.
Die Bedeutung von Frankfurt als internationales Finanzzentrum steigt gerade in den letzten Jahren. In Frankfurt haben zahlreiche supranationale Institutionen ihren Sitz, etwa die Europäische Aufsichtsbehörde für das Versicherungswesen und die betriebliche Altersversorgung (EIOPA) sowie der Europäische Ausschuss für Systemrisiken, der Früherkennung, Prävention und Bekämpfung von systemischen Risiken innerhalb des Finanzmarktes der EU vornimmt. Weiterhin überwacht ab 2013 die einheitliche europäische Bankenaufsicht innerhalb der Europäischen Zentralbank mehr als 6000 Banken der Eurozone europaweit.

#### Kriminalität
Innerhalb Deutschlands gilt die Mainmetropole als Hauptstadt des Verbrechens, als Kriminalitätskapitale. Tatsache ist: Frankfurt liegt statistisch mit 18.117 Straftaten (2004) pro 100.000 Einwohner vor Berlin (15928) und Bremen (15781) und hat diesen fragwürdigen ersten Platz auch schon länger inne. Allerdings, darauf weist der Polizeipräsident Frankfurts hin, seien in dieser Statistik weder die täglichen 300.000 Pendler, die in die Innenstadt strömen, noch die täglich bis zu 180.000 Flugreisenden berücksichtigt, die zusammen ein hohes Maß Anteil an den Straftaten haben. Außerdem gehe der hohe Anteil an Kriminalität auf die durch vermehrte Kontrollen in den öffentlichen Verkehrsbetrieben ertappten Schwarzfahrer zurück. Deshalb könne man den Big Ebbel, wie die Stadt auch in Anlehnung an New York unter Berücksichtigung des Hessischen Nationalgetränks bezeichnet wird, höchstens als Hauptstadt der Kleinkriminalität bezeichnen. International bekannt wurde jedoch im Jahr 2015 ein Exorzismus-Todesfall in Frankfurt am Main.